# Paris-Nice 2004
La 62e édition de Paris-Nice a eu lieu du 7 au 14 mars 2004.
L'Allemand Jörg Jaksche (CSC) vainqueur du contre-la-montre inaugural remporte cette édition après avoir été leader de bout en bout. Il devance de quinze secondes l'Italien Davide Rebellin (Gerolsteiner). L’Américain Bobby Julich (CSC) complète le podium avec 43 secondes de retard sur le vainqueur.
Pour les autres classements, Rebellin s'adjuge celui par points, tandis que l'Espagnol Aitor Osa (Liberty Seguros) s'adjuge le maillot de meilleur grimpeur et l'Australien Michael Rogers (Quick Step-Davitamon) celui de meilleur jeune. L'équipe CSC, avec quatre coureurs dans le top 10 du classement général gagne le classement par équipes.

## Présentation

### Équipes
20 équipes de 1re divisions sont invitées pour participer à ce Paris-Nice :
| Nom de l'équipe                  | Pays       |
| -------------------------------- | ---------- |
| AG2R-Prévoyance                  | France     |
| Alessio-Bianchi                  | Italie     |
| Brioches La Boulangère           | France     |
| Chocolade Jacques-Wincor Nixdorf | Belgique   |
| Cofidis                          | France     |
| Crédit agricole                  | France     |
| CSC                              | Danemark   |
| Euskaltel-Euskadi                | Espagne    |
| Fassa Bortolo                    | Italie     |
| FDJeux.com                       | France     |
| Gerolsteiner                     | Allemagne  |
| Illes Balears-Banesto            | Espagne    |
| Liberty Seguros                  | Espagne    |
| Lotto-Domo                       | Belgique   |
| Phonak                           | Suisse     |
| Quick Step-Davitamon             | Belgique   |
| Rabobank                         | Pays-Bas   |
| RAGT Semences-MG Rover           | France     |
| T-Mobile                         | Allemagne  |
| US Postal                        | États-Unis |

### Favoris
Parmi les favoris qui se présentent au départ de la Course au soleil à Chaville, on peut citer le vainqueur sortant, le Kazakh Alexandre Vinokourov (T-Mobile) qui tentera de remporter son troisième Paris-Nice de rang. Parmi ses adversaires, on peut trouver Dario Frigo (Fassa Bortolo), Tyler Hamilton, Alex Zülle (Phonak), Levi Leipheimer (Rabobank), Denis Menchov (Illes Balears-Banesto), Axel Merckx (Lotto-Domo), David Millar (Cofidis), Isidro Nozal (Liberty Seguros), Franco Pellizotti (Alessio-Bianchi), Davide Rebellin (Gerolsteiner), Samuel Sánchez (Euskaltel-Euskadi), sans oublier le trio Ivan Basso-Jörg Jaksche-Jens Voigt (CSC).
Du côté des Français, on peut retrouver Florent Brard (Chocolade Jacques), Laurent Brochard (AG2R Prévoyance), Sandy Casar (FDJeux.com), David Moncoutié (Cofidis), Christophe Rinero (RAGT Semences-MG Rover), Richard Virenque (Équipe cycliste Quick Step-Davitamon) ou encore Sylvain Chavanel et Jérôme Pineau (Brioches La Boulangère).

## Étapes
| Étape     | Date    | Villes étapes                    | type                        | Distance (km) | Vainqueur d'étape     | Leader du classement général |
| --------- | ------- | -------------------------------- | --------------------------- | ------------- | --------------------- | ---------------------------- |
| 1re étape | 4 mars  | Chaville – Vanves                | contre-la-montre individuel | 13,2          | Jörg Jaksche          | Jörg Jaksche                 |
| 2e étape  | 5 mars  | Chaville – Montargis             | étape de plaine             | 185,5         | Pedro Horrillo        | Jörg Jaksche                 |
| 3e étape  | 6 mars  | La Chapelle-Saint-Ursin – Roanne | étape vallonnée             | 227           | Léon van Bon          | Jörg Jaksche                 |
| 4e étape  | 7 mars  | Roanne – Le Puy-en-Velay         | étape vallonnée             | 179           | annulation de l'étape | Jörg Jaksche                 |
| 5e étape  | 8 mars  | Le Puy-en-Velay – Rasteau        | étape de moyenne montagne   | 215           | Alexandre Vinokourov  | Jörg Jaksche                 |
| 6e étape  | 9 mars  | Rasteau – Gap                    | étape de moyenne montagne   | 173,5         | Denis Menchov         | Jörg Jaksche                 |
| 7e étape  | 10 mars | Digne-les-Bains – Cannes         | étape de moyenne montagne   | 185,5         | Alexandre Vinokourov  | Jörg Jaksche                 |
| 8e étape  | 11 mars | Nice – Nice                      | étape vallonnée             | 144           | Alexandre Vinokourov  | Jörg Jaksche                 |

## Déroulement de la course

### 1reétape
La première étape est donc un contre-la-montre  de 13,2 kilomètres entre Chaville et Issy-les-Moulineaux. L'Italien Davide Rebellin (Gerolsteiner) réalise dans une première partie le meilleur temps sur une route sèche. Les autres favoris effectuent ensuite le parcours sur la pluie. Le champion du monde de la discipline anglais David Millar (Cofidis) termine 4e à 13 secondes, le Suisse Alex Zülle (Phonak) 6e à 14 secondes, l'Allemand Jens Voigt (CSC) 9e à 22 secondes. On retrouve ensuite Fabian Cancellara à 32 secondes, Levi Leipheimer à 40 secondes et Santiago Botero à 56 secondes. Viennent après Dario Frigo à 39 secondes alors que l'Espagnol Isidro Nozal se présente sur la rampe de lancement avec une minute de retard. Pour son retour, Tyler Hamilton (Phonak) signe le 28e temps à 38 secondes du vainqueur. Le Kazakh Alexandre Vinokourov (T-Mobile), réalise un bon chrono avec une 16e place à 26 secondes. Des autres favoris, on notera l'excellent résultat de Frank Vandenbroucke (Fassa Bortolo), 11e à 22 secondes. Mais le vainqueur du jour est Jörg Jaksche (CSC) qui devance Rebellin et Erik Dekker (Rabobank) de 4 secondes.
| \| Classement de l'étape \| Classement de l'étape \| Classement de l'étape \| Classement de l'étape \| Classement de l'étape \| \| Coureur \| Coureur \| Pays \| Équipe \| Temps \| \| --------------------- \| --------------------- \| --------------------- \| ------------------------------- \| --------------------- \| \| 1er \| Jörg Jaksche \| Allemagne \| CSC \| 17 min 19 s \| \| 2e \| Davide Rebellin \| Italie \| Gerolsteiner \| + 4 s \| \| 3e \| Erik Dekker \| Pays-Bas \| Rabobank \| + 4 s \| \| 4e \| David Millar \| Royaume-Uni \| Cofidis-Le Crédit par Téléphone \| + 13 s \| \| 5e \| Alberto Contador \| Espagne \| Liberty Seguros \| + 13 s \| \| 6e \| Alex Zülle \| Suisse \| Phonak Hearing Systems \| + 14 s \| \| 7e \| Bobby Julich \| États-Unis \| CSC \| + 16 s \| \| 8e \| Grischa Niermann \| Allemagne \| Rabobank \| + 22 s \| \| 9e \| Jens Voigt \| Allemagne \| CSC \| + 22 s \| \| 10e \| Laurent Brochard \| France \| AG2R Prévoyance \| + 22 s \| |                  |             |                                 |             |
| |                  |             |                                 |             |
| |                  |             |                                 |             |
| Classement de l'étape |                  |             |                                 |             |
| Coureur | Coureur          | Pays        | Équipe                          | Temps       |
| 1er | Jörg Jaksche     | Allemagne   | CSC                             | 17 min 19 s |
| 2e | Davide Rebellin  | Italie      | Gerolsteiner                    | + 4 s       |
| 3e | Erik Dekker      | Pays-Bas    | Rabobank                        | + 4 s       |
| 4e | David Millar     | Royaume-Uni | Cofidis-Le Crédit par Téléphone | + 13 s      |
| 5e | Alberto Contador | Espagne     | Liberty Seguros                 | + 13 s      |
| 6e | Alex Zülle       | Suisse      | Phonak Hearing Systems          | + 14 s      |
| 7e | Bobby Julich     | États-Unis  | CSC                             | + 16 s      |
| 8e | Grischa Niermann | Allemagne   | Rabobank                        | + 22 s      |
| 9e | Jens Voigt       | Allemagne   | CSC                             | + 22 s      |
| 10e | Laurent Brochard | France      | AG2R Prévoyance                 | + 22 s      |

| \| Classement général \| Classement général \| Classement général \| Classement général \| Classement général \| \| Coureur \| Coureur \| Pays \| Équipe \| Temps \| \| ------------------ \| ------------------ \| ------------------ \| ------------------------------- \| ------------------ \| \| 1er \| Jörg Jaksche \| Allemagne \| CSC \| 17 min 19 s \| \| 2e \| Davide Rebellin \| Italie \| Gerolsteiner \| + 4 s \| \| 3e \| Erik Dekker \| Pays-Bas \| Rabobank \| + 4 s \| \| 4e \| David Millar \| Royaume-Uni \| Cofidis-Le Crédit par Téléphone \| + 13 s \| \| 5e \| Alberto Contador \| Espagne \| Liberty Seguros \| + 13 s \| \| 6e \| Alex Zülle \| Suisse \| Phonak Hearing Systems \| + 14 s \| \| 7e \| Bobby Julich \| États-Unis \| CSC \| + 16 s \| \| 8e \| Grischa Niermann \| Allemagne \| Rabobank \| + 22 s \| \| 9e \| Jens Voigt \| Allemagne \| CSC \| + 22 s \| \| 10e \| Laurent Brochard \| France \| AG2R Prévoyance \| + 22 s \| |                  |             |                                 |             |
| |                  |             |                                 |             |
| |                  |             |                                 |             |
| Classement général |                  |             |                                 |             |
| Coureur | Coureur          | Pays        | Équipe                          | Temps       |
| 1er | Jörg Jaksche     | Allemagne   | CSC                             | 17 min 19 s |
| 2e | Davide Rebellin  | Italie      | Gerolsteiner                    | + 4 s       |
| 3e | Erik Dekker      | Pays-Bas    | Rabobank                        | + 4 s       |
| 4e | David Millar     | Royaume-Uni | Cofidis-Le Crédit par Téléphone | + 13 s      |
| 5e | Alberto Contador | Espagne     | Liberty Seguros                 | + 13 s      |
| 6e | Alex Zülle       | Suisse      | Phonak Hearing Systems          | + 14 s      |
| 7e | Bobby Julich     | États-Unis  | CSC                             | + 16 s      |
| 8e | Grischa Niermann | Allemagne   | Rabobank                        | + 22 s      |
| 9e | Jens Voigt       | Allemagne   | CSC                             | + 22 s      |
| 10e | Laurent Brochard | France      | AG2R Prévoyance                 | + 22 s      |

### 2eétape
Cette première étape en ligne tracée entre Chaville et Montargis est destinée aux sprinteurs. Sans grandes difficultés, les rois de la dernière ligne sont favoris pour cette étape. L'échappée du jour est réalisée par le Letton Raivis Belohvoščiks (Chocolade Jacques-Wincor Nixdorf), prenant jusqu'à dix minutes d'avance sur le peloton. L'équipe du leader, CSC se met alors à rouler pour revenir sur le Letton. Mais avec le vent, une fois l'échappé repris, l'équipe danoise poursuit son effort et provoque des cassures dans le peloton. Michele Bartoli, Ivan Basso, Michael Blaudzun, Jörg Jaksche, Jakob Piil, Fränk Schleck et Jens Voigt s'échappent avec seulement les Français Christophe Le Mével et Geoffroy Lequatre (Crédit agricole) et les Belges Geert Verheyen et Jurgen Van de Walle (Chocolade Jacques-Wincor Nixdorf). Il faudra 80 kilomètres à un groupe de poursuivants de 25 coureurs pour revenir sur le groupe de tête. À Montargis, le Basque Pedro Horrillo (Quick Step-Davitamon) s'impose devant Beat Zberg et Bartoli. Parmi les favoris, seuls José Azevedo (US Postal), Fabian Cancellara et Frank Vandenbroucke (Fassa Bortolo), Sylvain Chavanel (Brioches La Boulangère), Óscar Pereiro (Phonak), Davide Rebellin (Gerolsteiner) et Michael Rogers (Quick Step-Davitamon) ne perdent pas de temps sur le leader du classement général. Les autres leaders comme Dario Frigo (Fassa Bortolo), Levi Leipheimer (Rabobank), Denis Menchov (Illes Balears-Banesto), Alexandre Vinokourov (T-Mobile) ou Alex Zülle (Phonak) perdent plus de cinq minutes à l'arrivée.
| \| Classement de l'étape \| Classement de l'étape \| Classement de l'étape \| Classement de l'étape \| Classement de l'étape \| \| Coureur \| Coureur \| Pays \| Équipe \| Temps \| \| --------------------- \| --------------------- \| --------------------- \| -------------------------------- \| --------------------- \| \| 1er \| Pedro Horrillo \| Espagne \| Quick Step-Davitamon \| 3 h 47 min 55 s \| \| 2e \| Beat Zberg \| Suisse \| Gerolsteiner \| + 0 s \| \| 3e \| Michele Bartoli \| Italie \| CSC \| + 0 s \| \| 4e \| Philippe Gilbert \| Belgique \| Fdjeux.com \| + 0 s \| \| 5e \| Aart Vierhouten \| Pays-Bas \| Lotto-Domo \| + 0 s \| \| 6e \| Davide Rebellin \| Italie \| Gerolsteiner \| + 0 s \| \| 7e \| Gerben Löwik \| Pays-Bas \| Chocolade Jacques-Wincor Nixdorf \| + 0 s \| \| 8e \| Thor Hushovd \| Norvège \| Crédit Agricole \| + 0 s \| \| 9e \| George Hincapie \| États-Unis \| US Postal Service-Berry Floor \| + 0 s \| \| 10e \| Jens Voigt \| Allemagne \| CSC \| + 0 s \| |                  |            |                                  |                 |
| |                  |            |                                  |                 |
| |                  |            |                                  |                 |
| Classement de l'étape |                  |            |                                  |                 |
| Coureur | Coureur          | Pays       | Équipe                           | Temps           |
| 1er | Pedro Horrillo   | Espagne    | Quick Step-Davitamon             | 3 h 47 min 55 s |
| 2e | Beat Zberg       | Suisse     | Gerolsteiner                     | + 0 s           |
| 3e | Michele Bartoli  | Italie     | CSC                              | + 0 s           |
| 4e | Philippe Gilbert | Belgique   | Fdjeux.com                       | + 0 s           |
| 5e | Aart Vierhouten  | Pays-Bas   | Lotto-Domo                       | + 0 s           |
| 6e | Davide Rebellin  | Italie     | Gerolsteiner                     | + 0 s           |
| 7e | Gerben Löwik     | Pays-Bas   | Chocolade Jacques-Wincor Nixdorf | + 0 s           |
| 8e | Thor Hushovd     | Norvège    | Crédit Agricole                  | + 0 s           |
| 9e | George Hincapie  | États-Unis | US Postal Service-Berry Floor    | + 0 s           |
| 10e | Jens Voigt       | Allemagne  | CSC                              | + 0 s           |

| \| Classement général \| Classement général \| Classement général \| Classement général \| Classement général \| \| Coureur \| Coureur \| Pays \| Équipe \| Temps \| \| ------------------ \| ------------------- \| ------------------ \| ---------------------- \| ------------------ \| \| 1er \| Jörg Jaksche \| Allemagne \| CSC \| 4 h 05 min 12 s \| \| 2e \| Davide Rebellin \| Italie \| Gerolsteiner \| + 6 s \| \| 3e \| Bobby Julich \| États-Unis \| CSC \| + 18 s \| \| 4e \| Frank Vandenbroucke \| Belgique \| Fassa Bortolo \| + 22 s \| \| 5e \| Jens Voigt \| Allemagne \| CSC \| + 22 s \| \| 6e \| Óscar Pereiro \| Espagne \| Phonak Hearing Systems \| + 25 s \| \| 7e \| Pedro Horrillo \| Espagne \| Quick Step-Davitamon \| + 31 s \| \| 8e \| Beat Zberg \| Suisse \| Gerolsteiner \| + 32 s \| \| 9e \| Michael Rogers \| Australie \| Quick Step-Davitamon \| + 32 s \| \| 10e \| Fabian Cancellara \| Suisse \| Fassa Bortolo \| + 34 s \| |                     |            |                        |                 |
| |                     |            |                        |                 |
| |                     |            |                        |                 |
| Classement général |                     |            |                        |                 |
| Coureur | Coureur             | Pays       | Équipe                 | Temps           |
| 1er | Jörg Jaksche        | Allemagne  | CSC                    | 4 h 05 min 12 s |
| 2e | Davide Rebellin     | Italie     | Gerolsteiner           | + 6 s           |
| 3e | Bobby Julich        | États-Unis | CSC                    | + 18 s          |
| 4e | Frank Vandenbroucke | Belgique   | Fassa Bortolo          | + 22 s          |
| 5e | Jens Voigt          | Allemagne  | CSC                    | + 22 s          |
| 6e | Óscar Pereiro       | Espagne    | Phonak Hearing Systems | + 25 s          |
| 7e | Pedro Horrillo      | Espagne    | Quick Step-Davitamon   | + 31 s          |
| 8e | Beat Zberg          | Suisse     | Gerolsteiner           | + 32 s          |
| 9e | Michael Rogers      | Australie  | Quick Step-Davitamon   | + 32 s          |
| 10e | Fabian Cancellara   | Suisse     | Fassa Bortolo          | + 34 s          |

### 3eétape
La troisième étape entre La Chapelle-Saint-Ursin et Roanne tracée sur 227 kilomètres offre aux sprinteurs l'occasion de prendre leur revanche après le coup de force de l'équipe CSC la veille. Sous des températures presque négatives, le peloton s'élance bien couvert. L'échappée du jour se forme au kilomètre 31 par l'impulsion de l'Allemand Thomas Ziegler (Gerolsteiner), suivi par le Néerlandais Léon van Bon (Lotto-Domo). Alors qu'ils comptent jusqu'à treize minutes d'avance, les équipes de sprinteurs commencent la poursuite. L'avance du duo de tête diminue fortement, elle n'est plus que de 6 minutes et 15 secondes à 45 km de l'arrivée puis 3 minutes 15 aux 30 km, 2 minutes aux 25 km et 1 minute 40 aux 20 km. Ils rentrent dans la ville d'arrivée avec 50 secondes d'avance, avance qui leur permet de se disputer la victoire d'étape. Van Bon devance Ziegler qui se console avec le maillot de meilleur grimpeur. Le Belge Tom Boonen (Quick Step-Davitamon) règle le peloton avec 25 secondes de retard. L'Allemand Jörg Jaksche conserve le maillot de leader et pas de changement notable au classement général.
| \| Classement de l'étape \| Classement de l'étape \| Classement de l'étape \| Classement de l'étape \| Classement de l'étape \| \| Coureur \| Coureur \| Pays \| Équipe \| Temps \| \| --------------------- \| --------------------- \| --------------------- \| --------------------- \| --------------------- \| \| 1er \| Léon van Bon \| Pays-Bas \| Lotto-Domo \| 5 h 38 min 18 s \| \| 2e \| Thomas Ziegler \| Allemagne \| Gerolsteiner \| + 0 s \| \| 3e \| Tom Boonen \| Belgique \| Quick Step-Davitamon \| + 25 s \| \| 4e \| Robert Hunter \| Afrique du Sud \| Rabobank \| + 25 s \| \| 5e \| Pietro Caucchioli \| Italie \| Alessio-Bianchi \| + 25 s \| \| 6e \| Jens Voigt \| Allemagne \| CSC \| + 25 s \| \| 7e \| Kim Kirchen \| Luxembourg \| Fassa Bortolo \| + 25 s \| \| 8e \| Thor Hushovd \| Norvège \| Crédit Agricole \| + 25 s \| \| 9e \| Fabian Wegmann \| Allemagne \| Gerolsteiner \| + 25 s \| \| 10e \| Pablo Lastras \| Espagne \| Illes Balears-Banesto \| + 25 s \| |                   |                |                       |                 |
| |                   |                |                       |                 |
| |                   |                |                       |                 |
| Classement de l'étape |                   |                |                       |                 |
| Coureur | Coureur           | Pays           | Équipe                | Temps           |
| 1er | Léon van Bon      | Pays-Bas       | Lotto-Domo            | 5 h 38 min 18 s |
| 2e | Thomas Ziegler    | Allemagne      | Gerolsteiner          | + 0 s           |
| 3e | Tom Boonen        | Belgique       | Quick Step-Davitamon  | + 25 s          |
| 4e | Robert Hunter     | Afrique du Sud | Rabobank              | + 25 s          |
| 5e | Pietro Caucchioli | Italie         | Alessio-Bianchi       | + 25 s          |
| 6e | Jens Voigt        | Allemagne      | CSC                   | + 25 s          |
| 7e | Kim Kirchen       | Luxembourg     | Fassa Bortolo         | + 25 s          |
| 8e | Thor Hushovd      | Norvège        | Crédit Agricole       | + 25 s          |
| 9e | Fabian Wegmann    | Allemagne      | Gerolsteiner          | + 25 s          |
| 10e | Pablo Lastras     | Espagne        | Illes Balears-Banesto | + 25 s          |

| \| Classement général \| Classement général \| Classement général \| Classement général \| Classement général \| \| Coureur \| Coureur \| Pays \| Équipe \| Temps \| \| ------------------ \| ------------------- \| ------------------ \| ---------------------- \| ------------------ \| \| 1er \| Jörg Jaksche \| Allemagne \| CSC \| 9 h 43 min 55 s \| \| 2e \| Davide Rebellin \| Italie \| Gerolsteiner \| + 6 s \| \| 3e \| Bobby Julich \| États-Unis \| CSC \| + 18 s \| \| 4e \| Frank Vandenbroucke \| Belgique \| Fassa Bortolo \| + 22 s \| \| 5e \| Jens Voigt \| Allemagne \| CSC \| + 22 s \| \| 6e \| Óscar Pereiro \| Espagne \| Phonak Hearing Systems \| + 25 s \| \| 7e \| Pedro Horrillo \| Espagne \| Quick Step-Davitamon \| + 31 s \| \| 8e \| Beat Zberg \| Suisse \| Gerolsteiner \| + 32 s \| \| 9e \| Michael Rogers \| Australie \| Quick Step-Davitamon \| + 32 s \| \| 10e \| Fabian Cancellara \| Suisse \| Fassa Bortolo \| + 34 s \| |                     |            |                        |                 |
| |                     |            |                        |                 |
| |                     |            |                        |                 |
| Classement général |                     |            |                        |                 |
| Coureur | Coureur             | Pays       | Équipe                 | Temps           |
| 1er | Jörg Jaksche        | Allemagne  | CSC                    | 9 h 43 min 55 s |
| 2e | Davide Rebellin     | Italie     | Gerolsteiner           | + 6 s           |
| 3e | Bobby Julich        | États-Unis | CSC                    | + 18 s          |
| 4e | Frank Vandenbroucke | Belgique   | Fassa Bortolo          | + 22 s          |
| 5e | Jens Voigt          | Allemagne  | CSC                    | + 22 s          |
| 6e | Óscar Pereiro       | Espagne    | Phonak Hearing Systems | + 25 s          |
| 7e | Pedro Horrillo      | Espagne    | Quick Step-Davitamon   | + 31 s          |
| 8e | Beat Zberg          | Suisse     | Gerolsteiner           | + 32 s          |
| 9e | Michael Rogers      | Australie  | Quick Step-Davitamon   | + 32 s          |
| 10e | Fabian Cancellara   | Suisse     | Fassa Bortolo          | + 34 s          |

### 4eétape
La quatrième étape de cette 62e édition de ce Paris-Nice est tracée entre Roanne et Le Puy-en-Velay sur 179 kilomètres. Au programme de cette étape, on retrouve le col de la Croix du Lac (3e catégorie), la côte des Essarts (3e catégorie) et surtout le col de la Croix de l'Homme Mort (2e catégorie), point culminant de l'épreuve avec ses 1 163 mètres de haut. Malheureusement, la neige tombée pendant la nuit encombre les premiers kilomètres de l'épreuve. Les 50 premiers kilomètres de la course sont donc neutralisés, les coureurs les font en défilé. Lors du nouveau départ à Saint-Germain-Laval, les conditions climatiques s'aggravant, les équipes et la direction entament des négociations et l'étape est donc annulée dans sa totalité. Aucun changement donc au classement général et aux différents classement annexes.

### 5eétape
La cinquième étape se déroule entre les villes du Puy-en-Velay et de Rasteau sur 215 kilomètres. Lancée sur des bases élevées, la course voit l'échappée du jour se former au kilomètre 15 par l'intermédiaire du Polonais Dariusz Baranowski (Liberty Seguros), le Vénézuélien Unai Etxebarria (Euskaltel-Euskadi) et l'Espagnol Aitor Osa (Illes Baleras-Banesto). Après avoir compté sept minutes d'avance, ils sont repris à 28 kilomètres de l'arrivée. Le vent souffle sur la course et l'équipe CSC tente de refaire le coup de la deuxième étape. Des bordures se forment de nouveau et on retrouve seulement dix coureurs en tête de la course, Michele Bartoli, Jörg Jaksche, Bobby Julich, Jakob Piil, Fränk Schleck, Jens Voigt (CSC), Baden Cooke (FDJeux.com), George Hincapie (US Postal), Davide Rebellin (Gerolsteiner) et Alexandre Vinokourov (T-Mobile). Jaksche surveille Rebellin, son poursuivant au classement général et le Kazakh Vinokourov en profite pour attaquer une première fois sans résultat puis une seconde fois de façon décisive. Il remporte l'étape avec quatre secondes d'avance sur le reste du groupe, victoire qu'il dédie à son compatriote Andrei Kivilev, mort en course un an auparavant jour pour jour.
| \| Classement de l'étape \| Classement de l'étape \| Classement de l'étape \| Classement de l'étape \| Classement de l'étape \| \| Coureur \| Coureur \| Pays \| Équipe \| Temps \| \| --------------------- \| --------------------- \| --------------------- \| ----------------------------- \| --------------------- \| \| 1er \| Alexandre Vinokourov \| Kazakhstan \| T-Mobile \| 5 h 12 min 15 s \| \| 2e \| Jörg Jaksche \| Allemagne \| CSC \| + 4 s \| \| 3e \| Davide Rebellin \| Italie \| Gerolsteiner \| + 4 s \| \| 4e \| Michele Bartoli \| Italie \| CSC \| + 4 s \| \| 5e \| Jens Voigt \| Allemagne \| CSC \| + 4 s \| \| 6e \| George Hincapie \| États-Unis \| US Postal Service-Berry Floor \| + 4 s \| \| 7e \| Bobby Julich \| États-Unis \| CSC \| + 4 s \| \| 8e \| Baden Cooke \| Australie \| Fdjeux.com \| + 4 s \| \| 9e \| Fränk Schleck \| Luxembourg \| CSC \| + 11 s \| \| 10e \| Allan Davis \| Australie \| Liberty Seguros \| + 29 s \| |                      |            |                               |                 |
| |                      |            |                               |                 |
| |                      |            |                               |                 |
| Classement de l'étape |                      |            |                               |                 |
| Coureur | Coureur              | Pays       | Équipe                        | Temps           |
| 1er | Alexandre Vinokourov | Kazakhstan | T-Mobile                      | 5 h 12 min 15 s |
| 2e | Jörg Jaksche         | Allemagne  | CSC                           | + 4 s           |
| 3e | Davide Rebellin      | Italie     | Gerolsteiner                  | + 4 s           |
| 4e | Michele Bartoli      | Italie     | CSC                           | + 4 s           |
| 5e | Jens Voigt           | Allemagne  | CSC                           | + 4 s           |
| 6e | George Hincapie      | États-Unis | US Postal Service-Berry Floor | + 4 s           |
| 7e | Bobby Julich         | États-Unis | CSC                           | + 4 s           |
| 8e | Baden Cooke          | Australie  | Fdjeux.com                    | + 4 s           |
| 9e | Fränk Schleck        | Luxembourg | CSC                           | + 11 s          |
| 10e | Allan Davis          | Australie  | Liberty Seguros               | + 29 s          |

| \| Classement général \| Classement général \| Classement général \| Classement général \| Classement général \| \| Coureur \| Coureur \| Pays \| Équipe \| Temps \| \| ------------------ \| ------------------- \| ------------------ \| ----------------------------- \| ------------------ \| \| 1er \| Jörg Jaksche \| Allemagne \| CSC \| 15 h 50 min 08 s \| \| 2e \| Davide Rebellin \| Italie \| Gerolsteiner \| + 10 s \| \| 3e \| Bobby Julich \| États-Unis \| CSC \| + 25 s \| \| 4e \| Jens Voigt \| Allemagne \| CSC \| + 27 s \| \| 5e \| George Hincapie \| États-Unis \| US Postal Service-Berry Floor \| + 44 s \| \| 6e \| Michele Bartoli \| Italie \| CSC \| + 53 s \| \| 7e \| Frank Vandenbroucke \| Belgique \| Fassa Bortolo \| + 54 s \| \| 8e \| Óscar Pereiro \| Espagne \| Phonak Hearing Systems \| + 57 s \| \| 9e \| Michael Rogers \| Australie \| Quick Step-Davitamon \| + 1 min 04 s \| \| 10e \| Fränk Schleck \| Luxembourg \| CSC \| + 1 min 16 s \| |                     |            |                               |                  |
| |                     |            |                               |                  |
| |                     |            |                               |                  |
| Classement général |                     |            |                               |                  |
| Coureur | Coureur             | Pays       | Équipe                        | Temps            |
| 1er | Jörg Jaksche        | Allemagne  | CSC                           | 15 h 50 min 08 s |
| 2e | Davide Rebellin     | Italie     | Gerolsteiner                  | + 10 s           |
| 3e | Bobby Julich        | États-Unis | CSC                           | + 25 s           |
| 4e | Jens Voigt          | Allemagne  | CSC                           | + 27 s           |
| 5e | George Hincapie     | États-Unis | US Postal Service-Berry Floor | + 44 s           |
| 6e | Michele Bartoli     | Italie     | CSC                           | + 53 s           |
| 7e | Frank Vandenbroucke | Belgique   | Fassa Bortolo                 | + 54 s           |
| 8e | Óscar Pereiro       | Espagne    | Phonak Hearing Systems        | + 57 s           |
| 9e | Michael Rogers      | Australie  | Quick Step-Davitamon          | + 1 min 04 s     |
| 10e | Fränk Schleck       | Luxembourg | CSC                           | + 1 min 16 s     |

### 6eétape
La sixième étape se déroule entre Rasteau et Gap sur une distance de 173,5 kilomètres. Après une minute de silence en mémoire des victimes de l'attentat de la veille à Madrid, le départ est donné et l'Espagnol Aitor Osa s'échappe en solitaire. Il est rejoint ensuite par le Français Nicolas Portal (AG2R Prévoyance). Après avoir eu plus de dix minutes d'avance à 65 kilomètres de l'arrivée, l'Espagnol lâche Portal et passe en tête du Col de la Sentinelle, empochant le maillot de meilleur grimpeur. À 25 kilomètres de l'arrivée, Alberto Contador (Liberty Seguros), Gorka González (Euskaltel-Euskadi), Bobby Julich (CSC), Kim Kirchen (Fassa Bortolo) et Denis Menchov (Illes Balears-Banesto) s'échappent mais sont repris juste avant le premier passage dans la ville de Gap où Jörg Jaksche prend quelques secondes de bonification à un sprint intermédiaire. Le Col de Manse voit des nouvelles attaques avec Dave Bruylandts (Chocolade Jacques-Wincor Nixdorf), Floyd Landis (US Postal-Berry Floor) et Samuel Sánchez (Euskaltel-Euskadi) dans un premier temps, repris un peu plus haut par Denis Menchov. Ces quatre-là font le trou et vont se disputer la victoire à Gap. Le Russe Menchov se montre le plus rapide sur la ligne et dédie sa victoire au peuple espagnol. Le groupe Maillot Jaune se présente sur la ligne 24 secondes plus tard, Jörg Jaksche conserve le maillot jaune.
| \| Classement de l'étape \| Classement de l'étape \| Classement de l'étape \| Classement de l'étape \| Classement de l'étape \| \| Coureur \| Coureur \| Pays \| Équipe \| Temps \| \| --------------------- \| --------------------- \| --------------------- \| -------------------------------- \| --------------------- \| \| 1er \| Denis Menchov \| Russie \| Illes Balears-Banesto \| 4 h 52 min 22 s \| \| 2e \| Samuel Sánchez \| Espagne \| Euskaltel-Euskadi \| + 0 s \| \| 3e \| Floyd Landis \| États-Unis \| US Postal Service-Berry Floor \| + 0 s \| \| 4e \| Dave Bruylandts \| Belgique \| Chocolade Jacques-Wincor Nixdorf \| + 0 s \| \| 5e \| Kim Kirchen \| Luxembourg \| Fassa Bortolo \| + 24 s \| \| 6e \| Frank Vandenbroucke \| Belgique \| Fassa Bortolo \| + 24 s \| \| 7e \| Davide Rebellin \| Italie \| Gerolsteiner \| + 24 s \| \| 8e \| Jörg Jaksche \| Allemagne \| CSC \| + 24 s \| \| 9e \| Íñigo Landaluze \| Espagne \| Euskaltel-Euskadi \| + 24 s \| \| 10e \| Óscar Pereiro \| Espagne \| Phonak Hearing Systems \| + 24 s \| |                     |            |                                  |                 |
| |                     |            |                                  |                 |
| |                     |            |                                  |                 |
| Classement de l'étape |                     |            |                                  |                 |
| Coureur | Coureur             | Pays       | Équipe                           | Temps           |
| 1er | Denis Menchov       | Russie     | Illes Balears-Banesto            | 4 h 52 min 22 s |
| 2e | Samuel Sánchez      | Espagne    | Euskaltel-Euskadi                | + 0 s           |
| 3e | Floyd Landis        | États-Unis | US Postal Service-Berry Floor    | + 0 s           |
| 4e | Dave Bruylandts     | Belgique   | Chocolade Jacques-Wincor Nixdorf | + 0 s           |
| 5e | Kim Kirchen         | Luxembourg | Fassa Bortolo                    | + 24 s          |
| 6e | Frank Vandenbroucke | Belgique   | Fassa Bortolo                    | + 24 s          |
| 7e | Davide Rebellin     | Italie     | Gerolsteiner                     | + 24 s          |
| 8e | Jörg Jaksche        | Allemagne  | CSC                              | + 24 s          |
| 9e | Íñigo Landaluze     | Espagne    | Euskaltel-Euskadi                | + 24 s          |
| 10e | Óscar Pereiro       | Espagne    | Phonak Hearing Systems           | + 24 s          |

| \| Classement général \| Classement général \| Classement général \| Classement général \| Classement général \| \| Coureur \| Coureur \| Pays \| Équipe \| Temps \| \| ------------------ \| ------------------- \| ------------------ \| ----------------------------- \| ------------------ \| \| 1er \| Jörg Jaksche \| Allemagne \| CSC \| 19 h 42 min 49 s \| \| 2e \| Davide Rebellin \| Italie \| Gerolsteiner \| + 14 s \| \| 3e \| Bobby Julich \| États-Unis \| CSC \| + 42 s \| \| 4e \| Jens Voigt \| Allemagne \| CSC \| + 46 s \| \| 5e \| George Hincapie \| États-Unis \| US Postal Service-Berry Floor \| + 48 s \| \| 6e \| Frank Vandenbroucke \| Belgique \| Fassa Bortolo \| + 58 s \| \| 7e \| Óscar Pereiro \| Espagne \| Phonak Hearing Systems \| + 1 min 00 s \| \| 8e \| Michael Rogers \| Australie \| Quick Step-Davitamon \| + 1 min 08 s \| \| 9e \| Fränk Schleck \| Luxembourg \| CSC \| + 1 min 35 s \| \| 10e \| José Azevedo \| Portugal \| US Postal Service-Berry Floor \| + 1 min 45 s \| |                     |            |                               |                  |
| |                     |            |                               |                  |
| |                     |            |                               |                  |
| Classement général |                     |            |                               |                  |
| Coureur | Coureur             | Pays       | Équipe                        | Temps            |
| 1er | Jörg Jaksche        | Allemagne  | CSC                           | 19 h 42 min 49 s |
| 2e | Davide Rebellin     | Italie     | Gerolsteiner                  | + 14 s           |
| 3e | Bobby Julich        | États-Unis | CSC                           | + 42 s           |
| 4e | Jens Voigt          | Allemagne  | CSC                           | + 46 s           |
| 5e | George Hincapie     | États-Unis | US Postal Service-Berry Floor | + 48 s           |
| 6e | Frank Vandenbroucke | Belgique   | Fassa Bortolo                 | + 58 s           |
| 7e | Óscar Pereiro       | Espagne    | Phonak Hearing Systems        | + 1 min 00 s     |
| 8e | Michael Rogers      | Australie  | Quick Step-Davitamon          | + 1 min 08 s     |
| 9e | Fränk Schleck       | Luxembourg | CSC                           | + 1 min 35 s     |
| 10e | José Azevedo        | Portugal   | US Postal Service-Berry Floor | + 1 min 45 s     |

### 7eétape
La septième étape se déroule entre les villes de Digne-les-Bains et Cannes sur une distance de 185,6 kilomètres. Trois coureurs s'échappent en début de courses, le Néerlandais Erik Dekker (Rabobank), l'Espagnol Íñigo Landaluze (Euskaltel-Euskadi) et le Français David Moncoutié (Cofidis). Ils sont repris à 28 kilomètres du but au pied du col du Tanneron où le Kazakh Alexandre Vinokourov (T-Mobile) lance les débats. Il ne creuse pas d'écart puis est repris par le groupe Maillot jaune. Frank Vandenbroucke (Fassa Bortolo) et Samuel Sánchez (Euskaltel-Euskadi) attaquent ensuite et franchissent le col en tête. Sanchez lâche ensuite le Belge dans la descente mais est repris par Vinokourov sur la portion plate. Le Kazakh remporte l'étape avec 18 secondes d'avance sur le peloton Maillot jaune réglé par Kim Kirchen (Fassa Bortolo) devant Jens Voigt (CSC). Pas inquiété par ses poursuivants au classement général, Jörg Jaksche conserve son maillot de leader de la course, reprenant même une seconde par le jeu des bonifications.
| \| Classement de l'étape \| Classement de l'étape \| Classement de l'étape \| Classement de l'étape \| Classement de l'étape \| \| Coureur \| Coureur \| Pays \| Équipe \| Temps \| \| --------------------- \| --------------------- \| --------------------- \| ------------------------------- \| --------------------- \| \| 1er \| Alexandre Vinokourov \| Kazakhstan \| T-Mobile \| 4 h 39 min 02 s \| \| 2e \| Kim Kirchen \| Luxembourg \| Fassa Bortolo \| + 18 s \| \| 3e \| Jens Voigt \| Allemagne \| CSC \| + 18 s \| \| 4e \| Beat Zberg \| Suisse \| Gerolsteiner \| + 18 s \| \| 5e \| Davide Rebellin \| Italie \| Gerolsteiner \| + 18 s \| \| 6e \| George Hincapie \| États-Unis \| US Postal Service-Berry Floor \| + 18 s \| \| 7e \| Dmitriy Fofonov \| Kazakhstan \| Cofidis-Le Crédit par Téléphone \| + 18 s \| \| 8e \| Óscar Pereiro \| Espagne \| Phonak Hearing Systems \| + 18 s \| \| 9e \| Philippe Gilbert \| Belgique \| Fdjeux.com \| + 18 s \| \| 10e \| Sylvain Chavanel \| France \| Brioches La Boulangère \| + 18 s \| |                      |            |                                 |                 |
| |                      |            |                                 |                 |
| |                      |            |                                 |                 |
| Classement de l'étape |                      |            |                                 |                 |
| Coureur | Coureur              | Pays       | Équipe                          | Temps           |
| 1er | Alexandre Vinokourov | Kazakhstan | T-Mobile                        | 4 h 39 min 02 s |
| 2e | Kim Kirchen          | Luxembourg | Fassa Bortolo                   | + 18 s          |
| 3e | Jens Voigt           | Allemagne  | CSC                             | + 18 s          |
| 4e | Beat Zberg           | Suisse     | Gerolsteiner                    | + 18 s          |
| 5e | Davide Rebellin      | Italie     | Gerolsteiner                    | + 18 s          |
| 6e | George Hincapie      | États-Unis | US Postal Service-Berry Floor   | + 18 s          |
| 7e | Dmitriy Fofonov      | Kazakhstan | Cofidis-Le Crédit par Téléphone | + 18 s          |
| 8e | Óscar Pereiro        | Espagne    | Phonak Hearing Systems          | + 18 s          |
| 9e | Philippe Gilbert     | Belgique   | Fdjeux.com                      | + 18 s          |
| 10e | Sylvain Chavanel     | France     | Brioches La Boulangère          | + 18 s          |

| \| Classement général \| Classement général \| Classement général \| Classement général \| Classement général \| \| Coureur \| Coureur \| Pays \| Équipe \| Temps \| \| ------------------ \| ------------------- \| ------------------ \| ----------------------------- \| ------------------ \| \| 1er \| Jörg Jaksche \| Allemagne \| CSC \| 24 h 22 min 08 s \| \| 2e \| Davide Rebellin \| Italie \| Gerolsteiner \| + 15 s \| \| 3e \| Bobby Julich \| États-Unis \| CSC \| + 43 s \| \| 4e \| Jens Voigt \| Allemagne \| CSC \| + 43 s \| \| 5e \| George Hincapie \| États-Unis \| US Postal Service-Berry Floor \| + 46 s \| \| 6e \| Frank Vandenbroucke \| Belgique \| Fassa Bortolo \| + 57 s \| \| 7e \| Óscar Pereiro \| Espagne \| Phonak Hearing Systems \| + 1 min 01 s \| \| 8e \| Michael Rogers \| Australie \| Quick Step-Davitamon \| + 1 min 08 s \| \| 9e \| Fränk Schleck \| Luxembourg \| CSC \| + 1 min 36 s \| \| 10e \| José Azevedo \| Portugal \| US Postal Service-Berry Floor \| + 1 min 46 s \| |                     |            |                               |                  |
| |                     |            |                               |                  |
| |                     |            |                               |                  |
| Classement général |                     |            |                               |                  |
| Coureur | Coureur             | Pays       | Équipe                        | Temps            |
| 1er | Jörg Jaksche        | Allemagne  | CSC                           | 24 h 22 min 08 s |
| 2e | Davide Rebellin     | Italie     | Gerolsteiner                  | + 15 s           |
| 3e | Bobby Julich        | États-Unis | CSC                           | + 43 s           |
| 4e | Jens Voigt          | Allemagne  | CSC                           | + 43 s           |
| 5e | George Hincapie     | États-Unis | US Postal Service-Berry Floor | + 46 s           |
| 6e | Frank Vandenbroucke | Belgique   | Fassa Bortolo                 | + 57 s           |
| 7e | Óscar Pereiro       | Espagne    | Phonak Hearing Systems        | + 1 min 01 s     |
| 8e | Michael Rogers      | Australie  | Quick Step-Davitamon          | + 1 min 08 s     |
| 9e | Fränk Schleck       | Luxembourg | CSC                           | + 1 min 36 s     |
| 10e | José Azevedo        | Portugal   | US Postal Service-Berry Floor | + 1 min 46 s     |

### 8eétape
La huitième et dernière étape de la Course au Soleil est une boucle tracée autour de Nice avec au programme la montée du Col de Châteauneuf (2e catégorie) et trois montées du Col d'Èze (1re catégorie). Le Belge Frank Vandenbroucke (Fassa Bortolo) attaque le premier dans la première escalade du col d'Eze, au kilomètre 5. Suivi par l'Américain Bobby Julich , coéquipier du leader Jörg Jaksche, il est repris mais cinq coureurs s'échappent juste après : les Espagnols Íñigo Cuesta (Cofidis), Aitor Osa (Illes Balears-Banesto) et Marcos Serrano (Liberty Seguros), l'Américain Tyler Hamilton (Phonak) et l'Allemand Mathias Kessler (T-Mobile). Dans la seconde montée du col d'Eze, Benoît Poilvet (Crédit agricole), Denis Menchov (Illes Balears-Banesto), David Moncoutié (Cofidis) et Alexandre Vinokourov (T-Mobile) attaquent. Menchov et Vinokourov s'isolent ensuite alors que le reste du groupe est repris par le peloton. Ils se disputent la victoire d'étape et le Kazakh l'emporte à Nice, sa troisième victoire d'étape de la semaine. Le podium final ne change pas au cours de l'étape et donc Jörg Jaksche s'impose devant l'Italien Davide Rebellin à 15 secondes et son coéquipier Bobby Julich à 43 secondes.
| \| Classement de l'étape \| Classement de l'étape \| Classement de l'étape \| Classement de l'étape \| Classement de l'étape \| \| Coureur \| Coureur \| Pays \| Équipe \| Temps \| \| --------------------- \| --------------------- \| --------------------- \| ------------------------------- \| --------------------- \| \| 1er \| Alexandre Vinokourov \| Kazakhstan \| T-Mobile \| 3 h 35 min 43 s \| \| 2e \| Denis Menchov \| Russie \| Illes Balears-Banesto \| + 0 s \| \| 3e \| Torsten Hiekmann \| Allemagne \| T-Mobile \| + 1 min 37 s \| \| 4e \| Gorka González \| Espagne \| Euskaltel-Euskadi \| + 1 min 48 s \| \| 5e \| Levi Leipheimer \| États-Unis \| Rabobank \| + 1 min 48 s \| \| 6e \| David Moncoutié \| France \| Cofidis-Le Crédit par Téléphone \| + 1 min 48 s \| \| 7e \| Alberto Contador \| Espagne \| Liberty Seguros \| + 1 min 48 s \| \| 8e \| Tyler Hamilton \| États-Unis \| Phonak Hearing Systems \| + 1 min 48 s \| \| 9e \| Kim Kirchen \| Luxembourg \| Fassa Bortolo \| + 1 min 48 s \| \| 10e \| Samuel Sánchez \| Espagne \| Euskaltel-Euskadi \| + 1 min 48 s \| |                      |            |                                 |                 |
| |                      |            |                                 |                 |
| |                      |            |                                 |                 |
| Classement de l'étape |                      |            |                                 |                 |
| Coureur | Coureur              | Pays       | Équipe                          | Temps           |
| 1er | Alexandre Vinokourov | Kazakhstan | T-Mobile                        | 3 h 35 min 43 s |
| 2e | Denis Menchov        | Russie     | Illes Balears-Banesto           | + 0 s           |
| 3e | Torsten Hiekmann     | Allemagne  | T-Mobile                        | + 1 min 37 s    |
| 4e | Gorka González       | Espagne    | Euskaltel-Euskadi               | + 1 min 48 s    |
| 5e | Levi Leipheimer      | États-Unis | Rabobank                        | + 1 min 48 s    |
| 6e | David Moncoutié      | France     | Cofidis-Le Crédit par Téléphone | + 1 min 48 s    |
| 7e | Alberto Contador     | Espagne    | Liberty Seguros                 | + 1 min 48 s    |
| 8e | Tyler Hamilton       | États-Unis | Phonak Hearing Systems          | + 1 min 48 s    |
| 9e | Kim Kirchen          | Luxembourg | Fassa Bortolo                   | + 1 min 48 s    |
| 10e | Samuel Sánchez       | Espagne    | Euskaltel-Euskadi               | + 1 min 48 s    |

| \| Classement général \| Classement général \| Classement général \| Classement général \| Classement général \| \| Coureur \| Coureur \| Pays \| Équipe \| Temps \| \| ------------------ \| ------------------- \| ------------------ \| ----------------------------- \| ------------------ \| \| 1er \| Jörg Jaksche \| Allemagne \| CSC \| 28 h 00 min 01 s \| \| 2e \| Davide Rebellin \| Italie \| Gerolsteiner \| + 15 s \| \| 3e \| Bobby Julich \| États-Unis \| CSC \| + 43 s \| \| 4e \| Jens Voigt \| Allemagne \| CSC \| + 43 s \| \| 5e \| George Hincapie \| États-Unis \| US Postal Service-Berry Floor \| + 46 s \| \| 6e \| Frank Vandenbroucke \| Belgique \| Fassa Bortolo \| + 57 s \| \| 7e \| Óscar Pereiro \| Espagne \| Phonak Hearing Systems \| + 1 min 01 s \| \| 8e \| Michael Rogers \| Australie \| Quick Step-Davitamon \| + 1 min 09 s \| \| 9e \| Fränk Schleck \| Luxembourg \| CSC \| + 1 min 09 s \| \| 10e \| José Azevedo \| Portugal \| US Postal Service-Berry Floor \| + 1 min 46 s \| |                     |            |                               |                  |
| |                     |            |                               |                  |
| |                     |            |                               |                  |
| Classement général |                     |            |                               |                  |
| Coureur | Coureur             | Pays       | Équipe                        | Temps            |
| 1er | Jörg Jaksche        | Allemagne  | CSC                           | 28 h 00 min 01 s |
| 2e | Davide Rebellin     | Italie     | Gerolsteiner                  | + 15 s           |
| 3e | Bobby Julich        | États-Unis | CSC                           | + 43 s           |
| 4e | Jens Voigt          | Allemagne  | CSC                           | + 43 s           |
| 5e | George Hincapie     | États-Unis | US Postal Service-Berry Floor | + 46 s           |
| 6e | Frank Vandenbroucke | Belgique   | Fassa Bortolo                 | + 57 s           |
| 7e | Óscar Pereiro       | Espagne    | Phonak Hearing Systems        | + 1 min 01 s     |
| 8e | Michael Rogers      | Australie  | Quick Step-Davitamon          | + 1 min 09 s     |
| 9e | Fränk Schleck       | Luxembourg | CSC                           | + 1 min 09 s     |
| 10e | José Azevedo        | Portugal   | US Postal Service-Berry Floor | + 1 min 46 s     |

## Classements finals

### Classement général
| \| Classement général \| Classement général \| Classement général \| Classement général \| Classement général \| \| Coureur \| Coureur \| Pays \| Équipe \| Temps \| \| ------------------ \| ------------------- \| ------------------ \| ----------------------------- \| ------------------ \| \| 1er \| Jörg Jaksche \| Allemagne \| CSC \| 28 h 00 min 01 s \| \| 2e \| Davide Rebellin \| Italie \| Gerolsteiner \| + 15 s \| \| 3e \| Bobby Julich \| États-Unis \| CSC \| + 43 s \| \| 4e \| Jens Voigt \| Allemagne \| CSC \| + 43 s \| \| 5e \| George Hincapie \| États-Unis \| US Postal Service-Berry Floor \| + 46 s \| \| 6e \| Frank Vandenbroucke \| Belgique \| Fassa Bortolo \| + 57 s \| \| 7e \| Óscar Pereiro \| Espagne \| Phonak Hearing Systems \| + 1 min 01 s \| \| 8e \| Michael Rogers \| Australie \| Quick Step-Davitamon \| + 1 min 09 s \| \| 9e \| Fränk Schleck \| Luxembourg \| CSC \| + 1 min 36 s \| \| 10e \| José Azevedo \| Portugal \| US Postal Service-Berry Floor \| + 1 min 46 s \| \| 11e \| Ivan Basso \| Italie \| CSC \| + 1 min 53 s \| \| 12e \| Denis Menchov \| Russie \| Illes Balears-Banesto \| + 3 min 55 s \| \| 13e \| Beat Zberg \| Suisse \| Gerolsteiner \| + 4 min 02 s \| \| 14e \| Sylvain Chavanel \| France \| Brioches La Boulangère \| + 4 min 35 s \| \| 15e \| Torsten Hiekmann \| Allemagne \| T-Mobile \| + 5 min 14 s \| \| 16e \| Floyd Landis \| États-Unis \| US Postal Service-Berry Floor \| + 5 min 55 s \| \| 17e \| Bram Tankink \| Pays-Bas \| Quick Step-Davitamon \| + 6 min 02 s \| \| 18e \| Samuel Sánchez \| Espagne \| Euskaltel-Euskadi \| + 6 min 08 s \| \| 19e \| Philippe Gilbert \| Belgique \| Fdjeux.com \| + 6 min 08 s \| \| 20e \| Kim Kirchen \| Luxembourg \| Fassa Bortolo \| + 6 min 25 s \| |                     |            |                               |                  |
| |                     |            |                               |                  |
| |                     |            |                               |                  |
| Classement général |                     |            |                               |                  |
| Coureur | Coureur             | Pays       | Équipe                        | Temps            |
| 1er | Jörg Jaksche        | Allemagne  | CSC                           | 28 h 00 min 01 s |
| 2e | Davide Rebellin     | Italie     | Gerolsteiner                  | + 15 s           |
| 3e | Bobby Julich        | États-Unis | CSC                           | + 43 s           |
| 4e | Jens Voigt          | Allemagne  | CSC                           | + 43 s           |
| 5e | George Hincapie     | États-Unis | US Postal Service-Berry Floor | + 46 s           |
| 6e | Frank Vandenbroucke | Belgique   | Fassa Bortolo                 | + 57 s           |
| 7e | Óscar Pereiro       | Espagne    | Phonak Hearing Systems        | + 1 min 01 s     |
| 8e | Michael Rogers      | Australie  | Quick Step-Davitamon          | + 1 min 09 s     |
| 9e | Fränk Schleck       | Luxembourg | CSC                           | + 1 min 36 s     |
| 10e | José Azevedo        | Portugal   | US Postal Service-Berry Floor | + 1 min 46 s     |
| 11e | Ivan Basso          | Italie     | CSC                           | + 1 min 53 s     |
| 12e | Denis Menchov       | Russie     | Illes Balears-Banesto         | + 3 min 55 s     |
| 13e | Beat Zberg          | Suisse     | Gerolsteiner                  | + 4 min 02 s     |
| 14e | Sylvain Chavanel    | France     | Brioches La Boulangère        | + 4 min 35 s     |
| 15e | Torsten Hiekmann    | Allemagne  | T-Mobile                      | + 5 min 14 s     |
| 16e | Floyd Landis        | États-Unis | US Postal Service-Berry Floor | + 5 min 55 s     |
| 17e | Bram Tankink        | Pays-Bas   | Quick Step-Davitamon          | + 6 min 02 s     |
| 18e | Samuel Sánchez      | Espagne    | Euskaltel-Euskadi             | + 6 min 08 s     |
| 19e | Philippe Gilbert    | Belgique   | Fdjeux.com                    | + 6 min 08 s     |
| 20e | Kim Kirchen         | Luxembourg | Fassa Bortolo                 | + 6 min 25 s     |

| Classement par points | Classement par points | Classement par points | Classement par points         | Classement par points |
| Coureur               | Coureur               | Pays                  | Équipe                        | Points                |
| --------------------- | --------------------- | --------------------- | ----------------------------- | --------------------- |
| 1er                   | Davide Rebellin       | Italie                | Gerolsteiner                  | 96 pts                |
| 2e                    | Jens Voigt            | Allemagne             | CSC                           | 85 pts                |
| 3e                    | Alexandre Vinokourov  | Kazakhstan            | T-Mobile                      | 80 pts                |
| 4e                    | Jörg Jaksche          | Allemagne             | CSC                           | 74 pts                |
| 5e                    | Kim Kirchen           | Luxembourg            | Fassa Bortolo                 | 66 pts                |
| 6e                    | George Hincapie       | États-Unis            | US Postal Service-Berry Floor | 55 pts                |
| 7e                    | Denis Menchov         | Russie                | Illes Balears-Banesto         | 53 pts                |
| 8e                    | Beat Zberg            | Suisse                | Gerolsteiner                  | 53 pts                |
| 9e                    | Óscar Pereiro         | Espagne               | Phonak Hearing Systems        | 47 pts                |
| 10e                   | Frank Vandenbroucke   | Belgique              | Fassa Bortolo                 | 41 pts                |

| Classement par points | Classement par points | Classement par points | Classement par points         | Classement par points |
| Coureur               | Coureur               | Pays                  | Équipe                        | Points                |
| --------------------- | --------------------- | --------------------- | ----------------------------- | --------------------- |
| 1er                   | Davide Rebellin       | Italie                | Gerolsteiner                  | 96 pts                |
| 2e                    | Jens Voigt            | Allemagne             | CSC                           | 85 pts                |
| 3e                    | Alexandre Vinokourov  | Kazakhstan            | T-Mobile                      | 80 pts                |
| 4e                    | Jörg Jaksche          | Allemagne             | CSC                           | 74 pts                |
| 5e                    | Kim Kirchen           | Luxembourg            | Fassa Bortolo                 | 66 pts                |
| 6e                    | George Hincapie       | États-Unis            | US Postal Service-Berry Floor | 55 pts                |
| 7e                    | Denis Menchov         | Russie                | Illes Balears-Banesto         | 53 pts                |
| 8e                    | Beat Zberg            | Suisse                | Gerolsteiner                  | 53 pts                |
| 9e                    | Óscar Pereiro         | Espagne               | Phonak Hearing Systems        | 47 pts                |
| 10e                   | Frank Vandenbroucke   | Belgique              | Fassa Bortolo                 | 41 pts                |

| Classement de la montagne | Classement de la montagne | Classement de la montagne | Classement de la montagne       | Classement de la montagne |
| Coureur                   | Coureur                   | Pays                      | Équipe                          | Points                    |
| ------------------------- | ------------------------- | ------------------------- | ------------------------------- | ------------------------- |
| 1er                       | Aitor Osa                 | Espagne                   | Illes Balears-Banesto           | 82 pts                    |
| 2e                        | Erik Dekker               | Pays-Bas                  | Rabobank                        | 30 pts                    |
| 3e                        | David Moncoutié           | France                    | Cofidis-Le Crédit par Téléphone | 28 pts                    |
| 4e                        | Denis Menchov             | Russie                    | Illes Balears-Banesto           | 25 pts                    |
| 5e                        | Alberto Contador          | Espagne                   | Liberty Seguros                 | 23 pts                    |
| 6e                        | Íñigo Landaluze           | Espagne                   | Euskaltel-Euskadi               | 20 pts                    |
| 7e                        | Íñigo Cuesta              | Espagne                   | Cofidis-Le Crédit par Téléphone | 20 pts                    |
| 8e                        | Frank Vandenbroucke       | Belgique                  | Fassa Bortolo                   | 18 pts                    |
| 9e                        | Tyler Hamilton            | États-Unis                | Phonak Hearing Systems          | 15 pts                    |
| 10e                       | Alexandre Vinokourov      | Kazakhstan                | T-Mobile                        | 12 pts                    |

| Classement de la montagne | Classement de la montagne | Classement de la montagne | Classement de la montagne       | Classement de la montagne |
| Coureur                   | Coureur                   | Pays                      | Équipe                          | Points                    |
| ------------------------- | ------------------------- | ------------------------- | ------------------------------- | ------------------------- |
| 1er                       | Aitor Osa                 | Espagne                   | Illes Balears-Banesto           | 82 pts                    |
| 2e                        | Erik Dekker               | Pays-Bas                  | Rabobank                        | 30 pts                    |
| 3e                        | David Moncoutié           | France                    | Cofidis-Le Crédit par Téléphone | 28 pts                    |
| 4e                        | Denis Menchov             | Russie                    | Illes Balears-Banesto           | 25 pts                    |
| 5e                        | Alberto Contador          | Espagne                   | Liberty Seguros                 | 23 pts                    |
| 6e                        | Íñigo Landaluze           | Espagne                   | Euskaltel-Euskadi               | 20 pts                    |
| 7e                        | Íñigo Cuesta              | Espagne                   | Cofidis-Le Crédit par Téléphone | 20 pts                    |
| 8e                        | Frank Vandenbroucke       | Belgique                  | Fassa Bortolo                   | 18 pts                    |
| 9e                        | Tyler Hamilton            | États-Unis                | Phonak Hearing Systems          | 15 pts                    |
| 10e                       | Alexandre Vinokourov      | Kazakhstan                | T-Mobile                        | 12 pts                    |

| Classement du meilleur jeune | Classement du meilleur jeune | Classement du meilleur jeune | Classement du meilleur jeune  | Classement du meilleur jeune |
| Coureur                      | Coureur                      | Pays                         | Équipe                        | Temps                        |
| ---------------------------- | ---------------------------- | ---------------------------- | ----------------------------- | ---------------------------- |
| 1er                          | Michael Rogers               | Australie                    | Quick Step-Davitamon          | 28 h 01 min 10 s             |
| 2e                           | Fränk Schleck                | Luxembourg                   | CSC                           | + 27 s                       |
| 3e                           | Sylvain Chavanel             | France                       | Brioches La Boulangère        | + 3 min 26 s                 |
| 4e                           | Torsten Hiekmann             | Allemagne                    | T-Mobile                      | + 4 min 05 s                 |
| 5e                           | Philippe Gilbert             | Belgique                     | Fdjeux.com                    | + 4 min 59 s                 |
| 6e                           | Vladimir Karpets             | Russie                       | Illes Balears-Banesto         | + 5 min 58 s                 |
| 7e                           | Alberto Contador             | Espagne                      | Liberty Seguros               | + 6 min 34 s                 |
| 8e                           | Patrik Sinkewitz             | Allemagne                    | Quick Step-Davitamon          | + 9 min 49 s                 |
| 9e                           | Benjamín Noval               | Espagne                      | US Postal Service-Berry Floor | + 13 min 55 s                |
| 10e                          | Andrey Kashechkin            | Kazakhstan                   | Crédit Agricole               | + 14 min 07 s                |

| Classement du meilleur jeune | Classement du meilleur jeune | Classement du meilleur jeune | Classement du meilleur jeune  | Classement du meilleur jeune |
| Coureur                      | Coureur                      | Pays                         | Équipe                        | Temps                        |
| ---------------------------- | ---------------------------- | ---------------------------- | ----------------------------- | ---------------------------- |
| 1er                          | Michael Rogers               | Australie                    | Quick Step-Davitamon          | 28 h 01 min 10 s             |
| 2e                           | Fränk Schleck                | Luxembourg                   | CSC                           | + 27 s                       |
| 3e                           | Sylvain Chavanel             | France                       | Brioches La Boulangère        | + 3 min 26 s                 |
| 4e                           | Torsten Hiekmann             | Allemagne                    | T-Mobile                      | + 4 min 05 s                 |
| 5e                           | Philippe Gilbert             | Belgique                     | Fdjeux.com                    | + 4 min 59 s                 |
| 6e                           | Vladimir Karpets             | Russie                       | Illes Balears-Banesto         | + 5 min 58 s                 |
| 7e                           | Alberto Contador             | Espagne                      | Liberty Seguros               | + 6 min 34 s                 |
| 8e                           | Patrik Sinkewitz             | Allemagne                    | Quick Step-Davitamon          | + 9 min 49 s                 |
| 9e                           | Benjamín Noval               | Espagne                      | US Postal Service-Berry Floor | + 13 min 55 s                |
| 10e                          | Andrey Kashechkin            | Kazakhstan                   | Crédit Agricole               | + 14 min 07 s                |

| Classement par équipes | Classement par équipes           | Classement par équipes | Classement par équipes |
| Équipe                 | Équipe                           | Pays                   | Temps                  |
| ---------------------- | -------------------------------- | ---------------------- | ---------------------- |
| 1re                    | CSC                              | Danemark               | 84 h 01 min 53 s       |
| 2e                     | US Postal Service-Berry Floor    | États-Unis             | + 1 min 20 s           |
| 3e                     | Quick Step-Davitamon             | Belgique               | + 7 min 05 s           |
| 4e                     | Phonak Hearing Systems           | Suisse                 | + 8 min 57 s           |
| 5e                     | Gerolsteiner                     | Allemagne              | + 15 min 04 s          |
| 6e                     | Euskaltel-Euskadi                | Espagne                | + 17 min 27 s          |
| 7e                     | Chocolade Jacques-Wincor Nixdorf | Belgique               | + 22 min 49 s          |
| 8e                     | Liberty Seguros                  | Espagne                | + 23 min 04 s          |
| 9e                     | T-Mobile                         | Allemagne              | + 28 min 22 s          |
| 10e                    | Crédit agricole                  | France                 | + 34 min 07 s          |

| Classement par équipes | Classement par équipes           | Classement par équipes | Classement par équipes |
| Équipe                 | Équipe                           | Pays                   | Temps                  |
| ---------------------- | -------------------------------- | ---------------------- | ---------------------- |
| 1re                    | CSC                              | Danemark               | 84 h 01 min 53 s       |
| 2e                     | US Postal Service-Berry Floor    | États-Unis             | + 1 min 20 s           |
| 3e                     | Quick Step-Davitamon             | Belgique               | + 7 min 05 s           |
| 4e                     | Phonak Hearing Systems           | Suisse                 | + 8 min 57 s           |
| 5e                     | Gerolsteiner                     | Allemagne              | + 15 min 04 s          |
| 6e                     | Euskaltel-Euskadi                | Espagne                | + 17 min 27 s          |
| 7e                     | Chocolade Jacques-Wincor Nixdorf | Belgique               | + 22 min 49 s          |
| 8e                     | Liberty Seguros                  | Espagne                | + 23 min 04 s          |
| 9e                     | T-Mobile                         | Allemagne              | + 28 min 22 s          |
| 10e                    | Crédit agricole                  | France                 | + 34 min 07 s          |

## Classements UCI
Les tableaux suivants présentent les classements mondiaux (individuel et par équipes) établit par l'UCI au lendemain de l'arrivée de Paris-Nice, le 14 mars 2004. Parmi les dix premiers du classement individuel, seuls Davide Rebellin et Alexandre Vinokourov marquent des points lors de l'épreuve. Au classement par équipe, l'équipe CSC, avec deux coureurs sur le podium, prend les rênes du Top 10.
|    | Coureur              | Pays       | Équipe                |      | Points   |
| -- | -------------------- | ---------- | --------------------- | ---- | -------- |
| 1  | Erik Zabel           | Allemagne  | T-Mobile              | avec | 2 134,75 |
| 2  | Paolo Bettini        | Italie     | Quick Step-Davitamon  |      | 2 077    |
| 3  | Alessandro Petacchi  | Italie     | Fassa Bortolo         |      | 1 899    |
| 4  | Alejandro Valverde   | Espagne    | Comunidad Valenciana  |      | 1 807    |
| 5  | Gilberto Simoni      | Italie     | Saeco                 |      | 1 643    |
| 6  | Davide Rebellin      | Italie     | Gerolsteiner          |      | 1 601    |
| 7  | Lance Armstrong      | États-Unis | US Postal-Berry Floor |      | 1 591    |
| 8  | Alexandre Vinokourov | Kazakhstan | T-Mobile              |      | 1 445,50 |
| 9  | Iban Mayo            | Espagne    | Euskaltel-Euskadi     |      | 1 425    |
| 10 | Michael Boogerd      | Pays-Bas   | Rabobank              |      | 1 421    |

|    | Équipe                | Pays       |      | Points |
| -- | --------------------- | ---------- | ---- | ------ |
| 1  | CSC                   | Danemark   | avec | 1 450  |
| 2  | Rabobank              | Pays-Bas   |      | 1 020  |
| 3  | US Postal-Berry Floor | États-Unis |      | 720    |
| 4  | Gerolsteiner          | Allemagne  |      | 713    |
| 5  | Quick Step-Davitamon  | Belgique   |      | 702    |
| 6  | Cofidis               | France     |      | 689    |
| 7  | Illes Balears-Banesto | Espagne    |      | 599    |
| 8  | Fassa Bortolo         | Italie     |      | 576    |
| 9  | Alessio-Bianchi       | Italie     |      | 457    |
| 10 | Lotto-Domo            | Belgique   |      | 454    |

## Évolution des classements
Le classement général, dont le leader porte le maillot jaune, s'établit en additionnant les temps réalisés à chaque étape, puis en ôtant d'éventuelles bonifications.
Le classement par points, dont le leader porte le maillot vert, est l'addition des points attribués à l'arrivée des étapes et aux sprints intermédiaires. En cas d'égalité de points, les critères de départage, dans l'ordre, sont : nombre de victoires d'étape, de sprints intermédiaires, classement général.
Le classement du meilleur grimpeur, dont le leader porte le maillot à pois, consiste en l'addition des points obtenus au sommet des ascensions de 1re, 2e et 3e catégorie. En cas d'égalité de points, les critères de départage, dans l'ordre, sont : nombre de premières places dans les ascensions de 1re, puis de 2e, enfin de 3e catégorie, classement général.
Le classement du meilleur jeune, dont le leader porte le maillot blanc et bleu, est le classement général des coureurs nés depuis le 1er janvier 1979.
Le classement par équipes de l'étape est l'addition des trois meilleurs temps individuels de chaque équipe. En cas d'égalité, les critères de départage, dans l'ordre, sont : addition des places des trois premiers coureurs des équipes concernées, place du meilleur coureur sur l'étape. Calculer le classement par équipes revient à additionner les classements par équipes de chaque étape. En cas d'égalité, les critères de départage, dans l'ordre, sont : nombre de premières places dans le classement par équipes du jour, nombre de deuxièmes places dans le classement par équipes du jour, etc., place au classement général du meilleur coureur des équipes concernées.
| Étape              | Vainqueur            | Classement général | Classement par points | Classement de la montagne | Classement du meilleur jeune | Classement par équipes |
| ------------------ | -------------------- | ------------------ | --------------------- | ------------------------- | ---------------------------- | ---------------------- |
| 1                  | Jörg Jaksche         | Jörg Jaksche       | Jörg Jaksche          | Non décerné               | Alberto Contador             | CSC                    |
| 2                  | Pedro Horrillo       | Jörg Jaksche       | Davide Rebellin       | Raivis Belohvoščiks       | Michael Rogers               | CSC                    |
| 3                  | Léon van Bon         | Jörg Jaksche       | Jens Voigt            | Thomas Ziegler            | Michael Rogers               | CSC                    |
| 4                  | Annulée              | Jörg Jaksche       | Jens Voigt            | Thomas Ziegler            | Michael Rogers               | CSC                    |
| 5                  | Alexandre Vinokourov | Jörg Jaksche       | Davide Rebellin       | Thomas Ziegler            | Michael Rogers               | CSC                    |
| 6                  | Denis Menchov        | Jörg Jaksche       | Jörg Jaksche          | Aitor Osa                 | Michael Rogers               | CSC                    |
| 7                  | Alexandre Vinokourov | Jörg Jaksche       | Davide Rebellin       | Aitor Osa                 | Michael Rogers               | CSC                    |
| 8                  | Alexandre Vinokourov | Jörg Jaksche       | Davide Rebellin       | Aitor Osa                 | Michael Rogers               | CSC                    |
| Classements finals | Classements finals   | Jörg Jaksche       | Davide Rebellin       | Aitor Osa                 | Michael Rogers               | CSC                    |

## Liste des participants
- Liste de départ complète

| Légende                             | Légende                                                                                         | Légende                         | Légende                                                                                                  |
| ----------------------------------- | ----------------------------------------------------------------------------------------------- | ------------------------------- | --- |
| Num                                 | Dossard de départ porté par le coureur sur ce Paris-Nice                                        | Pos                             | Position finale au classement général                                                                    |
| Leader du classement général        | Indique le vainqueur du classement général                                                      | Leader du classement par points | Indique le vainqueur du classement par points                                                            |
| Leader du classement de la montagne | Indique le vainqueur du classement de la montagne                                               |                                 | Indique un maillot de champion national ou mondial, suivi de sa spécialité                               |
| #                                   | Indique la meilleure équipe                                                                     | NP                              | Indique un coureur qui n'a pas pris le départ d'une étape, suivi du numéro de l'étape où il s'est retiré |
| AB                                  | Indique un coureur qui n'a pas terminé une étape, suivi du numéro de l'étape où il s'est retiré | HD                              | Indique un coureur qui a terminé une étape hors des délais, suivi du numéro de l'étape                   |
| DSQ                                 | Indique un coureur qui a été disqualifié de la course, suivi du numéro de l'étape               |                                 | |

| T-Mobile TMO | T-Mobile TMO               | T-Mobile TMO |
| ------------ | -------------------------- | ------------ |
| Num          | Coureur                    | Pos          |
| 1            | Alexandre Vinokourov (KAZ) | 46e          |
| 2            | Mario Aerts (BEL)          | 59e          |
| 3            | Santiago Botero (COL)      | AB-6         |
| 4            | Torsten Hiekmann (GER)     | 15e          |
| 5            | Matthias Kessler (GER)     | 54e          |
| 6            | Stephan Schreck (GER)      | AB-8         |
| 7            | Christian Werner (GER)     | 50e          |
| 8            | Sergueï Yakovlev (KAZ)     | AB-3         |

| Rabobank RAB | Rabobank RAB           | Rabobank RAB |
| ------------ | ---------------------- | ------------ |
| Num          | Coureur                | Pos          |
| 11           | Levi Leipheimer (USA)  | DQ           |
| 12           | Bram de Groot (NED)    | 74e          |
| 13           | Kevin De Weert (BEL)   | AB-8         |
| 14           | Erik Dekker (NED)      | 57e          |
| 15           | Mathew Hayman (AUS)    | AB-8         |
| 16           | Robert Hunter (RSA)    | AB-8         |
| 17           | Marc Lotz (NED)        | 66e          |
| 18           | Grischa Niermann (GER) | NP-6         |

| CSC | CSC                            | CSC  |
| --- | ------------------------------ | ---- |
| Num | Coureur                        | Pos  |
| 21  | Ivan Basso (ITA)               | 11e  |
| 22  | Michele Bartoli (ITA)          | AB-7 |
| 23  | Michael Blaudzun (DEN) (route) | NP-7 |
| 24  | Jörg Jaksche (GER)             | 1er  |
| 25  | Bobby Julich (USA)             | 3e   |
| 26  | Jakob Piil (DEN)               | AB-7 |
| 27  | Fränk Schleck (LUX)            | 9e   |
| 28  | Jens Voigt (GER)               | 4e   |

| Cofidis-Le Crédit par Téléphone COF | Cofidis-Le Crédit par Téléphone COF | Cofidis-Le Crédit par Téléphone COF |
| ----------------------------------- | ----------------------------------- | ----------------------------------- |
| Num                                 | Coureur                             | Pos                                 |
| 31                                  | David Millar (GBR) (chrono)         | 82e                                 |
| 32                                  | Frédéric Bessy (FRA)                | NP-5                                |
| 33                                  | Íñigo Cuesta (ESP)                  | 78e                                 |
| 34                                  | Christophe Edaleine (FRA)           | AB-7                                |
| 35                                  | Dmitriy Fofonov (KAZ)               | 33e                                 |
| 36                                  | David Moncoutié (FRA)               | 53e                                 |
| 37                                  | Cédric Vasseur (FRA)                | 43e                                 |
| 38                                  | Matthew White (AUS)                 | AB-7                                |

| US Postal Service-Berry Floor USP | US Postal Service-Berry Floor USP | US Postal Service-Berry Floor USP |
| --------------------------------- | --------------------------------- | --------------------------------- |
| Num                               | Coureur                           | Pos                               |
| 41                                | Floyd Landis (USA)                | 16e                               |
| 42                                | José Azevedo (POR)                | 10e                               |
| 43                                | Viatcheslav Ekimov (RUS)          | 40e                               |
| 44                                | George Hincapie (USA)             | 5e                                |
| 45                                | Benoît Joachim (LUX) (route)      | 61e                               |
| 46                                | Benjamín Noval (ESP)              | 35e                               |
| 47                                | Víctor Hugo Peña (COL)            | AB-8                              |
| 48                                | David Zabriskie (USA)             | AB-8                              |

| Quick Step-Davitamon QSD | Quick Step-Davitamon QSD | Quick Step-Davitamon QSD |
| ------------------------ | ------------------------ | ------------------------ |
| Num                      | Coureur                  | Pos                      |
| 51                       | Michael Rogers (AUS)     | 8e                       |
| 52                       | Tom Boonen (BEL)         | AB-7                     |
| 53                       | Wilfried Cretskens (BEL) | AB-8                     |
| 54                       | Pedro Horrillo (ESP)     | 29e                      |
| 55                       | Kevin Hulsmans (BEL)     | AB-8                     |
| 56                       | Patrik Sinkewitz (GER)   | 30e                      |
| 57                       | Bram Tankink (NED)       | 17e                      |
| 58                       | Richard Virenque (FRA)   | AB-7                     |

| Fdjeux.com FDJ | Fdjeux.com FDJ               | Fdjeux.com FDJ |
| -------------- | ---------------------------- | -------------- |
| Num            | Coureur                      | Pos            |
| 61             | Sandy Casar (FRA)            | 44e            |
| 62             | Baden Cooke (AUS)            | NP-6           |
| 63             | Carlos Da Cruz (FRA)         | AB-8           |
| 64             | Bernhard Eisel (AUT)         | AB-5           |
| 65             | Philippe Gilbert (BEL)       | 19e            |
| 66             | Frédéric Guesdon (FRA)       | AB-8           |
| 67             | Thomas Lövkvist (SWE)        | 56e            |
| 68             | Matthew Wilson (AUS) (route) | AB-8           |

| Euskaltel-Euskadi EUS | Euskaltel-Euskadi EUS     | Euskaltel-Euskadi EUS |
| --------------------- | ------------------------- | --------------------- |
| Num                   | Coureur                   | Pos                   |
| 71                    | Samuel Sánchez (ESP)      | 18e                   |
| 72                    | Gorka Arrizabalaga (ESP)  | AB-8                  |
| 73                    | Mikel Artetxe (ESP)       | HD-5                  |
| 74                    | Unai Etxebarria (VEN)     | AB-8                  |
| 75                    | Dionisio Galparsoro (ESP) | 28e                   |
| 76                    | Gorka González (ESP)      | 21e                   |
| 77                    | Markel Irizar (ESP)       | 84e                   |
| 78                    | Íñigo Landaluze (ESP)     | 27e                   |

| Lotto-Domo ___ | Lotto-Domo ___             | Lotto-Domo ___ |
| -------------- | -------------------------- | -------------- |
| Num            | Coureur                    | Pos            |
| 81             | Robbie McEwen (AUS)        | NP-5           |
| 82             | Hans De Clercq (BEL)       | AB-8           |
| 83             | Christophe Detilloux (BEL) | AB-5           |
| 84             | Axel Merckx (BEL)          | 47e            |
| 85             | Koos Moerenhout (NED)      | AB-5           |
| 86             | Léon van Bon (NED)         | AB-5           |
| 87             | Rik Verbrugghe (BEL)       | 42e            |
| 88             | Aart Vierhouten (NED)      | 72e            |

| AG2R Prévoyance A2R | AG2R Prévoyance A2R        | AG2R Prévoyance A2R |
| ------------------- | -------------------------- | ------------------- |
| Num                 | Coureur                    | Pos                 |
| 91                  | Laurent Brochard (FRA)     | 23e                 |
| 92                  | Mikel Astarloza (ESP)      | HD-5                |
| 93                  | Samuel Dumoulin (FRA)      | 69e                 |
| 94                  | Stéphane Goubert (FRA)     | NP-6                |
| 95                  | Yuriy Krivtsov (UKR)       | AB-7                |
| 96                  | Jean-Patrick Nazon (FRA)   | AB-6                |
| 97                  | Nicolas Portal (FRA)       | AB-8                |
| 98                  | Mark Scanlon (IRL) (route) | 75e                 |

| Crédit Agricole C.A | Crédit Agricole C.A       | Crédit Agricole C.A |
| ------------------- | ------------------------- | ------------------- |
| Num                 | Coureur                   | Pos                 |
| 101                 | Patrice Halgand (FRA)     | AB-8                |
| 102                 | Thor Hushovd (NOR)        | AB-8                |
| 103                 | Andrey Kashechkin (KAZ)   | 37e                 |
| 104                 | Christophe Le Mével (FRA) | 55e                 |
| 105                 | Geoffroy Lequatre (FRA)   | 81e                 |
| 106                 | Benoît Poilvet (FRA)      | 31e                 |
| 107                 | Benoît Salmon (FRA)       | 80e                 |
| 108                 | Bradley Wiggins (GBR)     | AB-8                |

| Fassa Bortolo FAS | Fassa Bortolo FAS         | Fassa Bortolo FAS |
| ----------------- | ------------------------- | ----------------- |
| Num               | Coureur                   | Pos               |
| 111               | Dario Frigo (ITA)         | NP-6              |
| 112               | Fabian Cancellara (SUI)   | AB-8              |
| 113               | Dario Cioni (ITA)         | AB-8              |
| 114               | Volodymyr Gustov (UKR)    | AB-6              |
| 115               | Kim Kirchen (LUX)         | 20e               |
| 116               | Gustav Larsson (SWE)      | AB-8              |
| 117               | Alberto Ongarato (ITA)    | AB-8              |
| 118               | Frank Vandenbroucke (BEL) | 6e                |

| Liberty Seguros LSW | Liberty Seguros LSW               | Liberty Seguros LSW |
| ------------------- | --------------------------------- | ------------------- |
| Num                 | Coureur                           | Pos                 |
| 121                 | Isidro Nozal (ESP)                | 45e                 |
| 122                 | Dariusz Baranowski (POL)          | 67e                 |
| 123                 | Alberto Contador (ESP)            | 26e                 |
| 124                 | Allan Davis (AUS)                 | AB-8                |
| 125                 | Álvaro González de Galdeano (ESP) | AB-8                |
| 126                 | Javier Ramírez Abeja (ESP)        | 39e                 |
| 127                 | Luis León Sánchez (ESP)           | 73e                 |
| 128                 | Marcos Serrano (ESP)              | 34e                 |

| Gerolsteiner GST | Gerolsteiner GST              | Gerolsteiner GST |
| ---------------- | ----------------------------- | ---------------- |
| Num              | Coureur                       | Pos              |
| 131              | Davide Rebellin (ITA)         | 2e               |
| 132              | Olaf Pollack (GER)            | AB-5             |
| 133              | Ronny Scholz (GER)            | 60e              |
| 134              | Marco Serpellini (ITA)        | 79e              |
| 135              | Georg Totschnig (AUT) (route) | 36e              |
| 136              | Fabian Wegmann (GER)          | 71e              |
| 137              | Beat Zberg (SUI)              | 13e              |
| 138              | Thomas Ziegler (GER)          | AB-7             |

| Illes Balears-Banesto IBB | Illes Balears-Banesto IBB | Illes Balears-Banesto IBB |
| ------------------------- | ------------------------- | ------------------------- |
| Num                       | Coureur                   | Pos                       |
| 141                       | Denis Menchov (RUS)       | 12e                       |
| 142                       | Daniel Becke (GER)        | AB-5                      |
| 143                       | Vladimir Karpets (RUS)    | 24e                       |
| 144                       | Pablo Lastras (ESP)       | 64e                       |
| 145                       | Aitor Osa (ESP)           | 70e                       |
| 146                       | Steffen Radochla (GER)    | AB-8                      |
| 147                       | Vicente Reynés (ESP)      | AB-8                      |
| 148                       | Xabier Zandio (ESP)       | 63e                       |

| Chocolade Jacques-Wincor Nixdorf CHO | Chocolade Jacques-Wincor Nixdorf CHO | Chocolade Jacques-Wincor Nixdorf CHO |
| ------------------------------------ | ------------------------------------ | ------------------------------------ |
| Num                                  | Coureur                              | Pos                                  |
| 151                                  | Florent Brard (FRA)                  | 49e                                  |
| 152                                  | Raivis Belohvoščiks (LAT) (chrono)   | AB-7                                 |
| 153                                  | Dave Bruylandts (BEL)                | 48e                                  |
| 154                                  | Gerben Löwik (NED)                   | 52e                                  |
| 155                                  | Chris Peers (BEL)                    | NP-6                                 |
| 156                                  | Zbigniew Piątek (POL)                | 62e                                  |
| 157                                  | Jurgen Van de Walle (BEL)            | AB-8                                 |
| 158                                  | Geert Verheyen (BEL)                 | AB-7                                 |

| Alessio-Bianchi ALB | Alessio-Bianchi ALB        | Alessio-Bianchi ALB |
| ------------------- | -------------------------- | ------------------- |
| Num                 | Coureur                    | Pos                 |
| 161                 | Pietro Caucchioli (ITA)    | AB-8                |
| 162                 | René Jørgensen (DEN)       | NP-5                |
| 163                 | Marcus Ljungqvist (SWE)    | NP-6                |
| 164                 | Vladimir Miholjević (CRO)  | 41e                 |
| 165                 | Claus Michael Møller (DEN) | 32e                 |
| 166                 | Franco Pellizotti (ITA)    | AB-8                |
| 167                 | Ellis Rastelli (ITA)       | AB-7                |
| 168                 | Scott Sunderland (AUS)     | 76e                 |

| Brioches La Boulangère BLB | Brioches La Boulangère BLB | Brioches La Boulangère BLB |
| -------------------------- | -------------------------- | -------------------------- |
| Num                        | Coureur                    | Pos                        |
| 171                        | Didier Rous (FRA)          | AB-8                       |
| 172                        | Walter Bénéteau (FRA)      | AB-8                       |
| 173                        | Franck Bouyer (FRA)        | 77e                        |
| 174                        | Sylvain Chavanel (FRA)     | 14e                        |
| 175                        | Anthony Geslin (FRA)       | AB-7                       |
| 176                        | Jérôme Pineau (FRA)        | AB-7                       |
| 177                        | Franck Renier (FRA)        | 68e                        |
| 178                        | Thomas Voeckler (FRA)      | AB-7                       |

| Phonak Hearing Systems PHO | Phonak Hearing Systems PHO    | Phonak Hearing Systems PHO |
| -------------------------- | ----------------------------- | -------------------------- |
| Num                        | Coureur                       | Pos                        |
| 181                        | Tyler Hamilton (USA)          | 38e                        |
| 182                        | Cyril Dessel (FRA)            | AB-7                       |
| 183                        | Nicolas Jalabert (FRA)        | AB-8                       |
| 184                        | Alexandre Moos (SUI)          | 51e                        |
| 185                        | Óscar Pereiro (ESP)           | 7e                         |
| 186                        | Daniel Schnider (SUI) (route) | 58e                        |
| 187                        | Tadej Valjavec (SLO) (route)  | AB-7                       |
| 188                        | Alex Zülle (SUI)              | 25e                        |

| RAGT Semences-MG Rover RAG | RAGT Semences-MG Rover RAG   | RAGT Semences-MG Rover RAG |
| -------------------------- | ---------------------------- | -------------------------- |
| Num                        | Coureur                      | Pos                        |
| 191                        | Christophe Rinero (FRA)      | AB-8                       |
| 192                        | Guillaume Auger (FRA)        | AB-8                       |
| 193                        | Éric Berthou (FRA)           | 85e                        |
| 194                        | Mickaël Buffaz (FRA)         | AB-8                       |
| 195                        | Yoann Le Boulanger (FRA)     | 65e                        |
| 196                        | Klaus Mutschler (GER)        | 83e                        |
| 197                        | Eddy Seigneur (FRA) (chrono) | AB-8                       |
| 198                        | Bruno Thibout (FRA)          | AB-5                       |

| T-Mobile TMO | T-Mobile TMO               | T-Mobile TMO |
| ------------ | -------------------------- | ------------ |
| Num          | Coureur                    | Pos          |
| 1            | Alexandre Vinokourov (KAZ) | 46e          |
| 2            | Mario Aerts (BEL)          | 59e          |
| 3            | Santiago Botero (COL)      | AB-6         |
| 4            | Torsten Hiekmann (GER)     | 15e          |
| 5            | Matthias Kessler (GER)     | 54e          |
| 6            | Stephan Schreck (GER)      | AB-8         |
| 7            | Christian Werner (GER)     | 50e          |
| 8            | Sergueï Yakovlev (KAZ)     | AB-3         |

| Rabobank RAB | Rabobank RAB           | Rabobank RAB |
| ------------ | ---------------------- | ------------ |
| Num          | Coureur                | Pos          |
| 11           | Levi Leipheimer (USA)  | DQ           |
| 12           | Bram de Groot (NED)    | 74e          |
| 13           | Kevin De Weert (BEL)   | AB-8         |
| 14           | Erik Dekker (NED)      | 57e          |
| 15           | Mathew Hayman (AUS)    | AB-8         |
| 16           | Robert Hunter (RSA)    | AB-8         |
| 17           | Marc Lotz (NED)        | 66e          |
| 18           | Grischa Niermann (GER) | NP-6         |

| CSC | CSC                            | CSC  |
| --- | ------------------------------ | ---- |
| Num | Coureur                        | Pos  |
| 21  | Ivan Basso (ITA)               | 11e  |
| 22  | Michele Bartoli (ITA)          | AB-7 |
| 23  | Michael Blaudzun (DEN) (route) | NP-7 |
| 24  | Jörg Jaksche (GER)             | 1er  |
| 25  | Bobby Julich (USA)             | 3e   |
| 26  | Jakob Piil (DEN)               | AB-7 |
| 27  | Fränk Schleck (LUX)            | 9e   |
| 28  | Jens Voigt (GER)               | 4e   |

| Cofidis-Le Crédit par Téléphone COF | Cofidis-Le Crédit par Téléphone COF | Cofidis-Le Crédit par Téléphone COF |
| ----------------------------------- | ----------------------------------- | ----------------------------------- |
| Num                                 | Coureur                             | Pos                                 |
| 31                                  | David Millar (GBR) (chrono)         | 82e                                 |
| 32                                  | Frédéric Bessy (FRA)                | NP-5                                |
| 33                                  | Íñigo Cuesta (ESP)                  | 78e                                 |
| 34                                  | Christophe Edaleine (FRA)           | AB-7                                |
| 35                                  | Dmitriy Fofonov (KAZ)               | 33e                                 |
| 36                                  | David Moncoutié (FRA)               | 53e                                 |
| 37                                  | Cédric Vasseur (FRA)                | 43e                                 |
| 38                                  | Matthew White (AUS)                 | AB-7                                |

| US Postal Service-Berry Floor USP | US Postal Service-Berry Floor USP | US Postal Service-Berry Floor USP |
| --------------------------------- | --------------------------------- | --------------------------------- |
| Num                               | Coureur                           | Pos                               |
| 41                                | Floyd Landis (USA)                | 16e                               |
| 42                                | José Azevedo (POR)                | 10e                               |
| 43                                | Viatcheslav Ekimov (RUS)          | 40e                               |
| 44                                | George Hincapie (USA)             | 5e                                |
| 45                                | Benoît Joachim (LUX) (route)      | 61e                               |
| 46                                | Benjamín Noval (ESP)              | 35e                               |
| 47                                | Víctor Hugo Peña (COL)            | AB-8                              |
| 48                                | David Zabriskie (USA)             | AB-8                              |

| Quick Step-Davitamon QSD | Quick Step-Davitamon QSD | Quick Step-Davitamon QSD |
| ------------------------ | ------------------------ | ------------------------ |
| Num                      | Coureur                  | Pos                      |
| 51                       | Michael Rogers (AUS)     | 8e                       |
| 52                       | Tom Boonen (BEL)         | AB-7                     |
| 53                       | Wilfried Cretskens (BEL) | AB-8                     |
| 54                       | Pedro Horrillo (ESP)     | 29e                      |
| 55                       | Kevin Hulsmans (BEL)     | AB-8                     |
| 56                       | Patrik Sinkewitz (GER)   | 30e                      |
| 57                       | Bram Tankink (NED)       | 17e                      |
| 58                       | Richard Virenque (FRA)   | AB-7                     |

| Fdjeux.com FDJ | Fdjeux.com FDJ               | Fdjeux.com FDJ |
| -------------- | ---------------------------- | -------------- |
| Num            | Coureur                      | Pos            |
| 61             | Sandy Casar (FRA)            | 44e            |
| 62             | Baden Cooke (AUS)            | NP-6           |
| 63             | Carlos Da Cruz (FRA)         | AB-8           |
| 64             | Bernhard Eisel (AUT)         | AB-5           |
| 65             | Philippe Gilbert (BEL)       | 19e            |
| 66             | Frédéric Guesdon (FRA)       | AB-8           |
| 67             | Thomas Lövkvist (SWE)        | 56e            |
| 68             | Matthew Wilson (AUS) (route) | AB-8           |

| Euskaltel-Euskadi EUS | Euskaltel-Euskadi EUS     | Euskaltel-Euskadi EUS |
| --------------------- | ------------------------- | --------------------- |
| Num                   | Coureur                   | Pos                   |
| 71                    | Samuel Sánchez (ESP)      | 18e                   |
| 72                    | Gorka Arrizabalaga (ESP)  | AB-8                  |
| 73                    | Mikel Artetxe (ESP)       | HD-5                  |
| 74                    | Unai Etxebarria (VEN)     | AB-8                  |
| 75                    | Dionisio Galparsoro (ESP) | 28e                   |
| 76                    | Gorka González (ESP)      | 21e                   |
| 77                    | Markel Irizar (ESP)       | 84e                   |
| 78                    | Íñigo Landaluze (ESP)     | 27e                   |

| Lotto-Domo ___ | Lotto-Domo ___             | Lotto-Domo ___ |
| -------------- | -------------------------- | -------------- |
| Num            | Coureur                    | Pos            |
| 81             | Robbie McEwen (AUS)        | NP-5           |
| 82             | Hans De Clercq (BEL)       | AB-8           |
| 83             | Christophe Detilloux (BEL) | AB-5           |
| 84             | Axel Merckx (BEL)          | 47e            |
| 85             | Koos Moerenhout (NED)      | AB-5           |
| 86             | Léon van Bon (NED)         | AB-5           |
| 87             | Rik Verbrugghe (BEL)       | 42e            |
| 88             | Aart Vierhouten (NED)      | 72e            |

| AG2R Prévoyance A2R | AG2R Prévoyance A2R        | AG2R Prévoyance A2R |
| ------------------- | -------------------------- | ------------------- |
| Num                 | Coureur                    | Pos                 |
| 91                  | Laurent Brochard (FRA)     | 23e                 |
| 92                  | Mikel Astarloza (ESP)      | HD-5                |
| 93                  | Samuel Dumoulin (FRA)      | 69e                 |
| 94                  | Stéphane Goubert (FRA)     | NP-6                |
| 95                  | Yuriy Krivtsov (UKR)       | AB-7                |
| 96                  | Jean-Patrick Nazon (FRA)   | AB-6                |
| 97                  | Nicolas Portal (FRA)       | AB-8                |
| 98                  | Mark Scanlon (IRL) (route) | 75e                 |

| Crédit Agricole C.A | Crédit Agricole C.A       | Crédit Agricole C.A |
| ------------------- | ------------------------- | ------------------- |
| Num                 | Coureur                   | Pos                 |
| 101                 | Patrice Halgand (FRA)     | AB-8                |
| 102                 | Thor Hushovd (NOR)        | AB-8                |
| 103                 | Andrey Kashechkin (KAZ)   | 37e                 |
| 104                 | Christophe Le Mével (FRA) | 55e                 |
| 105                 | Geoffroy Lequatre (FRA)   | 81e                 |
| 106                 | Benoît Poilvet (FRA)      | 31e                 |
| 107                 | Benoît Salmon (FRA)       | 80e                 |
| 108                 | Bradley Wiggins (GBR)     | AB-8                |

| Fassa Bortolo FAS | Fassa Bortolo FAS         | Fassa Bortolo FAS |
| ----------------- | ------------------------- | ----------------- |
| Num               | Coureur                   | Pos               |
| 111               | Dario Frigo (ITA)         | NP-6              |
| 112               | Fabian Cancellara (SUI)   | AB-8              |
| 113               | Dario Cioni (ITA)         | AB-8              |
| 114               | Volodymyr Gustov (UKR)    | AB-6              |
| 115               | Kim Kirchen (LUX)         | 20e               |
| 116               | Gustav Larsson (SWE)      | AB-8              |
| 117               | Alberto Ongarato (ITA)    | AB-8              |
| 118               | Frank Vandenbroucke (BEL) | 6e                |

| Liberty Seguros LSW | Liberty Seguros LSW               | Liberty Seguros LSW |
| ------------------- | --------------------------------- | ------------------- |
| Num                 | Coureur                           | Pos                 |
| 121                 | Isidro Nozal (ESP)                | 45e                 |
| 122                 | Dariusz Baranowski (POL)          | 67e                 |
| 123                 | Alberto Contador (ESP)            | 26e                 |
| 124                 | Allan Davis (AUS)                 | AB-8                |
| 125                 | Álvaro González de Galdeano (ESP) | AB-8                |
| 126                 | Javier Ramírez Abeja (ESP)        | 39e                 |
| 127                 | Luis León Sánchez (ESP)           | 73e                 |
| 128                 | Marcos Serrano (ESP)              | 34e                 |

| Gerolsteiner GST | Gerolsteiner GST              | Gerolsteiner GST |
| ---------------- | ----------------------------- | ---------------- |
| Num              | Coureur                       | Pos              |
| 131              | Davide Rebellin (ITA)         | 2e               |
| 132              | Olaf Pollack (GER)            | AB-5             |
| 133              | Ronny Scholz (GER)            | 60e              |
| 134              | Marco Serpellini (ITA)        | 79e              |
| 135              | Georg Totschnig (AUT) (route) | 36e              |
| 136              | Fabian Wegmann (GER)          | 71e              |
| 137              | Beat Zberg (SUI)              | 13e              |
| 138              | Thomas Ziegler (GER)          | AB-7             |

| Illes Balears-Banesto IBB | Illes Balears-Banesto IBB | Illes Balears-Banesto IBB |
| ------------------------- | ------------------------- | ------------------------- |
| Num                       | Coureur                   | Pos                       |
| 141                       | Denis Menchov (RUS)       | 12e                       |
| 142                       | Daniel Becke (GER)        | AB-5                      |
| 143                       | Vladimir Karpets (RUS)    | 24e                       |
| 144                       | Pablo Lastras (ESP)       | 64e                       |
| 145                       | Aitor Osa (ESP)           | 70e                       |
| 146                       | Steffen Radochla (GER)    | AB-8                      |
| 147                       | Vicente Reynés (ESP)      | AB-8                      |
| 148                       | Xabier Zandio (ESP)       | 63e                       |

| Chocolade Jacques-Wincor Nixdorf CHO | Chocolade Jacques-Wincor Nixdorf CHO | Chocolade Jacques-Wincor Nixdorf CHO |
| ------------------------------------ | ------------------------------------ | ------------------------------------ |
| Num                                  | Coureur                              | Pos                                  |
| 151                                  | Florent Brard (FRA)                  | 49e                                  |
| 152                                  | Raivis Belohvoščiks (LAT) (chrono)   | AB-7                                 |
| 153                                  | Dave Bruylandts (BEL)                | 48e                                  |
| 154                                  | Gerben Löwik (NED)                   | 52e                                  |
| 155                                  | Chris Peers (BEL)                    | NP-6                                 |
| 156                                  | Zbigniew Piątek (POL)                | 62e                                  |
| 157                                  | Jurgen Van de Walle (BEL)            | AB-8                                 |
| 158                                  | Geert Verheyen (BEL)                 | AB-7                                 |

| Alessio-Bianchi ALB | Alessio-Bianchi ALB        | Alessio-Bianchi ALB |
| ------------------- | -------------------------- | ------------------- |
| Num                 | Coureur                    | Pos                 |
| 161                 | Pietro Caucchioli (ITA)    | AB-8                |
| 162                 | René Jørgensen (DEN)       | NP-5                |
| 163                 | Marcus Ljungqvist (SWE)    | NP-6                |
| 164                 | Vladimir Miholjević (CRO)  | 41e                 |
| 165                 | Claus Michael Møller (DEN) | 32e                 |
| 166                 | Franco Pellizotti (ITA)    | AB-8                |
| 167                 | Ellis Rastelli (ITA)       | AB-7                |
| 168                 | Scott Sunderland (AUS)     | 76e                 |

| Brioches La Boulangère BLB | Brioches La Boulangère BLB | Brioches La Boulangère BLB |
| -------------------------- | -------------------------- | -------------------------- |
| Num                        | Coureur                    | Pos                        |
| 171                        | Didier Rous (FRA)          | AB-8                       |
| 172                        | Walter Bénéteau (FRA)      | AB-8                       |
| 173                        | Franck Bouyer (FRA)        | 77e                        |
| 174                        | Sylvain Chavanel (FRA)     | 14e                        |
| 175                        | Anthony Geslin (FRA)       | AB-7                       |
| 176                        | Jérôme Pineau (FRA)        | AB-7                       |
| 177                        | Franck Renier (FRA)        | 68e                        |
| 178                        | Thomas Voeckler (FRA)      | AB-7                       |

| Phonak Hearing Systems PHO | Phonak Hearing Systems PHO    | Phonak Hearing Systems PHO |
| -------------------------- | ----------------------------- | -------------------------- |
| Num                        | Coureur                       | Pos                        |
| 181                        | Tyler Hamilton (USA)          | 38e                        |
| 182                        | Cyril Dessel (FRA)            | AB-7                       |
| 183                        | Nicolas Jalabert (FRA)        | AB-8                       |
| 184                        | Alexandre Moos (SUI)          | 51e                        |
| 185                        | Óscar Pereiro (ESP)           | 7e                         |
| 186                        | Daniel Schnider (SUI) (route) | 58e                        |
| 187                        | Tadej Valjavec (SLO) (route)  | AB-7                       |
| 188                        | Alex Zülle (SUI)              | 25e                        |

| RAGT Semences-MG Rover RAG | RAGT Semences-MG Rover RAG   | RAGT Semences-MG Rover RAG |
| -------------------------- | ---------------------------- | -------------------------- |
| Num                        | Coureur                      | Pos                        |
| 191                        | Christophe Rinero (FRA)      | AB-8                       |
| 192                        | Guillaume Auger (FRA)        | AB-8                       |
| 193                        | Éric Berthou (FRA)           | 85e                        |
| 194                        | Mickaël Buffaz (FRA)         | AB-8                       |
| 195                        | Yoann Le Boulanger (FRA)     | 65e                        |
| 196                        | Klaus Mutschler (GER)        | 83e                        |
| 197                        | Eddy Seigneur (FRA) (chrono) | AB-8                       |
| 198                        | Bruno Thibout (FRA)          | AB-5                       |